# Conflitto israelo-palestinese
Il conflitto israelo-palestinese (in ebraico הסכסוך הישראלי-פלסטיני‎?, Ha'Sikhsukh Ha'Yisraeli-Falestini; in arabo الصراع الفلسطيني الإسرائيلي‎?, al-ṣirāʿ al-filasṭīnīyy al-'isrā'īliyy) è il conflitto politico, armato e sociale in corso tra Israele ed i palestinesi, ed ha origine all'inizio del XX secolo. Il conflitto è parte del più vasto conflitto arabo-israeliano. Si ritiene che vi possano essere quattro principali ostacoli alla risoluzione dei conflitti: la creazione di confini sicuri e definiti, il controllo di Gerusalemme, gli insediamenti israeliani nei territori palestinesi e il diritto al ritorno dei rifugiati palestinesi. A questi devono essere aggiunti altri ostacoli, come le uccisioni motivate politicamente di civili israeliani o palestinesi, il riconoscimento del diritto alla libertà di movimento palestinese, la sicurezza israeliana e altre questioni relative ai diritti umani. La violenza derivante dal conflitto ha portato a varie posizioni internazionali in relazione ad esso.
Sono stati intavolati vari tentativi di negoziazione per una soluzione dei due Stati, che implicherebbe la creazione di uno Stato di Palestina indipendente, accanto allo Stato di Israele.
Nel 2016, secondo uno studio dell'Istituto israeliano per la democrazia e del Centro palestinese per la ricerca e le indagini politiche, la maggioranza degli israeliani e dei palestinesi ha mostrato di preferire la soluzione dei due stati per risolvere il conflitto. D'altro canto, una considerevole maggioranza della popolazione israeliana ritiene legittima l'esigenza palestinese di creare uno Stato indipendente e ritiene che Israele possa accettare la creazione di tale Stato. La maggior parte dei palestinesi e degli israeliani vede la Cisgiordania e la striscia di Gaza come il luogo ideale dell'ipotetico Stato palestinese in una soluzione a due Stati. Tuttavia, vi sono importanti aree di disaccordo sulla forma di un accordo finale e anche sul livello di credibilità che ciascuna parte apprezza nell'altra nel difendere gli impegni di base.
All'interno della società israeliana e di quella palestinese, il conflitto genera un'ampia varietà di posizioni. Un tratto distintivo del conflitto è stato il livello di violenza perpetratosi per gran parte della sua durata. Ci sono stati scontri tra eserciti regolari, gruppi paramilitari, cellule terroristiche e cittadini indipendenti. Questi scontri non sono stati strettamente limitati al campo militare ed hanno causato un gran numero di vittime tra la popolazione civile di entrambe le parti.
Ci sono importanti attori internazionali coinvolti nel conflitto. Le due parti che hanno partecipato ai colloqui di pace diretti, se presenti, sono il governo di Israele, attualmente guidato da Benjamin Netanyahu e lo stato di Palestina, attualmente presieduto da Mahmud Abbas. Il Quartetto per il Medio Oriente, composto da un inviato speciale degli Stati Uniti, un altro dalla Russia, un terzo dall'Unione europea ed uno dalle Nazioni Unite, media i negoziati ufficiali. La Lega araba è un altro attore importante che ha proposto un'Iniziativa di pace araba. L'Egitto, membro fondatore della Lega araba, è stato storicamente un partecipante chiave.
Dal 2007, la politica palestinese è stata fratturata dal conflitto tra le due principali fazioni: Fatah e lo storico rivale Hamas. In seguito alla vittoria di Hamas alle elezioni legislative in Palestina del 2006 e alla sua presa di potere nella striscia di Gaza a giugno 2007, il territorio controllato dall'Autorità Nazionale Palestinese (il governo provvisorio palestinese) è di fatto diviso tra Fatah in Cisgiordania ed Hamas nella striscia di Gaza. La divisione del comando tra le parti ha causato il crollo dei governi bipartitici dell'ANP. I negoziati diretti tra il governo israeliano e la guida palestinese sono iniziati nel settembre 2010 e miravano a raggiungere un accordo sullo status ufficiale finale, ma poco dopo sono stati interrotti a tempo indeterminato.

## Storia

### Origini
Il conflitto israelo-palestinese affonda le sue radici tra la fine del XIX e l'inizio del XX secolo. Alla fine dell'Ottocento, in risposta al crescente antisemitismo contro gli ebrei in Europa emerse un movimento sionista che sosteneva la necessità di uno Stato ebraico. Questa idea si materializzò con la prima Aliyah, intercorsa tra circa il 1881 e 1903, ovvero una migrazione che portò tra i 20 e i 30000 ebrei europei a stabilirsi in Palestina. Parallelamente, nei primi anni del Novecento, anche il nazionalismo arabo andò a consolidarsi all'interno dell'Impero ottomano oramai in declino. In questo contesto, la Gran Bretagna, promise inizialmente la creazione di uno stato arabo indipendente in Palestina attraverso la cosiddetta corrispondenza Husayn-McMahon e, con il sostegno locale, riuscì a prendere il controllo della regione nel 1917. Tuttavia, successivamente si venne a conoscenza che l'anno precedente i governi britannico e francese avevano segretamente stipulato l'accordo Sykes-Picot, con l'obiettivo di impedire la formazione di uno stato arabo indipendente.
Sebbene la colonizzazione ebraica fosse già in atto, fu soprattutto con l'arrivo di immigrati sionisti più ideologizzati nel decennio precedente la Prima guerra mondiale che la società e il paesaggio della Palestina ottomana subirono profonde trasformazioni. L'acquisto di terre da parte degli ebrei, gli sfratti dei contadini arabi e i conflitti armati con unità paramilitari ebraiche alimentarono il timore della popolazione palestinese di un possibile esproprio e della perdita delle proprie terre. Sin dall'inizio, la leadership del movimento sionista aveva concepito l'idea di "trasferire" la popolazione araba palestinese al fine di garantire una maggiore presenza demografica ebraica.
Infine, nel 1917, il leader sionista Chaim Weizmann riuscì a ottenere il sostegno britannico alla propria causa con la pubblicazione della dichiarazione Balfour con cui si sanciva il supporto del governo britannico alla creazione di una «dimora nazionale per il popolo ebraico» in Palestina.

### Anni 1920
Alla fine della Prima guerra mondiale, con la sconfitta dell'Impero ottomano, venne istituito dalla Società delle Nazioni il Mandato britannico della Palestina e con esso ebbe inizio un'intensa ondata migratoria ebraica (la "quarta Aliyah"), accompagnata dallo sviluppo di un settore economico controllato dalla comunità ebraica e finanziato da capitali stranieri. Gli ideologi sionisti più radicali giunti in Palestina con Seconda Aliyah (1904-1914), divenuti leader della Yishuv (la prima comunità ebraica palestinese) negli anni 1920, promossero una netta separazione tra la società ebraica e quella araba.
Nel frattempo, Amin al-Husseini, nominato Gran Mufti di Gerusalemme dall'Alto Commissario britannico Herbert Samuel, individuò nel movimento nazionale ebraico e nell'immigrazione ebraica in Palestina la principale minaccia alla causa araba. Così, nel 1920 a Gerusalemme e nel 1921 a Giaffa, guidò rivolte su larga scala contro la comunità ebraica. La crescente violenza portò alla formazione della forza paramilitare ebraica Haganah. Nel 1929, una serie di sanguinosi disordini provocarono la morte di 133 ebrei e 116 arabi, con episodi particolarmente drammatici come il massacro di Hebron, di Giaffa e di Safed, che portarono alla successiva evacuazione della popolazione ebraica da Hebron e Gaza.

### Rivolta araba del 1936-1939

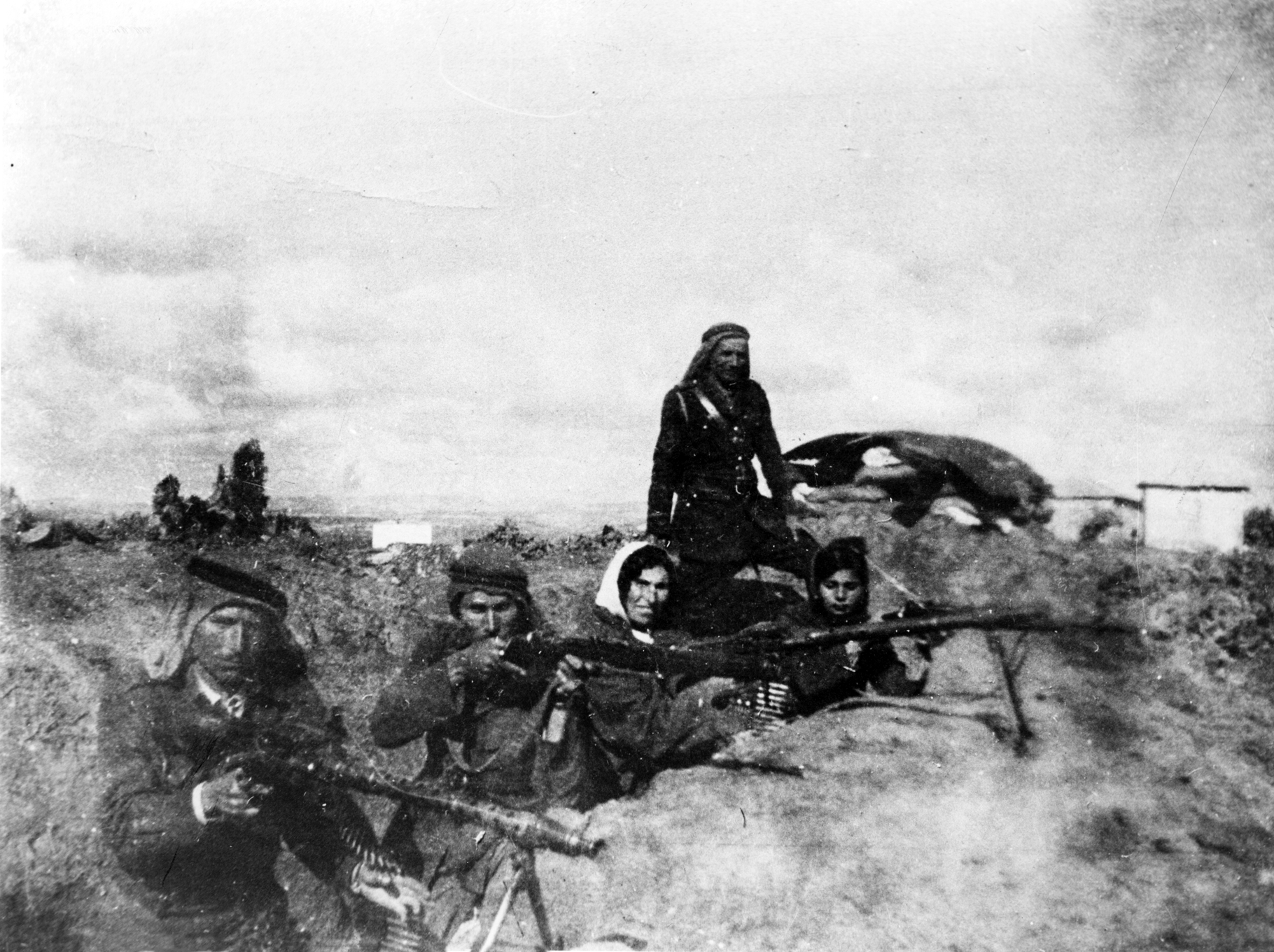
La rivolta araba del 1936-1939 in Palestina, motivata dall'opposizione alla massiccia immigrazione ebraica consentita dalle autorità del Mandato britannico.

Nei primi anni 1930, la causa nazionale araba in Palestina attirò numerosi militanti nazionalisti da tutto il Medio Oriente, tra cui Izz al-Din al-Qassam, proveniente dalla Siria. Al-Qassam fondò il gruppo militante Mano Nera e gettò le basi per la rivolta araba del 1936-1939. Dopo la sua uccisione per mano delle forze britanniche alla fine del 1935, le tensioni sfociarono nel 1936 in un vasto sciopero generale arabo, nel rifiuto a pagare le tasse e in un boicottaggio economico. Lo sciopero degenerò rapidamente in scontri violenti; la rivolta venne duramente repressa dalle forze armate britanniche con l'ausilio, sebbene privo di dichiarazioni ufficiali, di quasi 15000 appartenenti a milizie ebraiche.
La repressione della rivolta causò la morte, il ferimento, la prigionia o l’esilio di almeno il 10% della popolazione adulta maschile palestinese. L’espulsione di gran parte degli arabi e il declino dell’economia indebolirono ulteriormente la posizione palestinese nel confronto con il crescente movimento sionista.
L’elevato costo della rivolta e l’aggravarsi del conflitto intercomunitario spinsero il governo britannico a rivedere la propria politica nella regione, portando alla nomina della Commissione Peel. Quest’ultima raccomandò la creazione di un piccolo Stato ebraico, una proposta che i leader sionisti Chaim Weizmann e David Ben-Gurion accettarono come punto di partenza per una futura espansione. Tuttavia, il Libro Bianco del 1939, che negava la possibilità di uno Stato ebraico e limitava l’immigrazione ebraica, segnò la rottura definitiva tra il movimento sionista e le autorità britanniche.

### 1940-1947

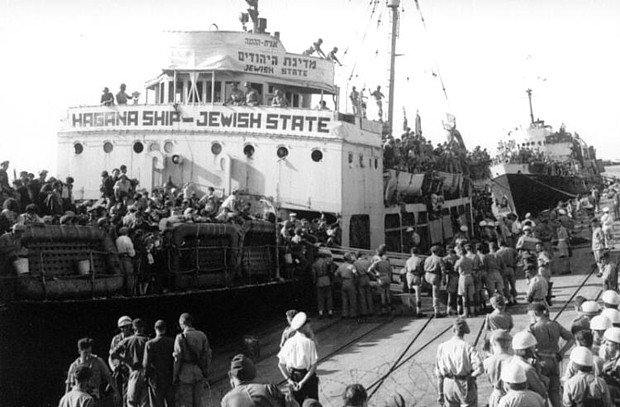
La nave dell'Haganah Jewish State, che trasportava immigrati ebrei illegali dall'Europa, al Porto di Haifa, 1947

Le violenze proseguirono in modo intermittente fino all’inizio della Seconda guerra mondiale, causando circa 5000 vittime tra gli arabi e 700 tra britannici ed ebrei. Con lo scoppio del conflitto, la situazione in Palestina si placò, favorendo una linea più moderata tra gli arabi palestinesi sotto la guida del clan Nashashibi portando persino alla creazione del Reggimento ebraico-arabo di Palestina, inquadrato sotto il comando britannico e impegnato nella guerra contro i tedeschi in Nord Africa. Al contrario, la fazione più radicale guidata dall'esiliato al-Husseini collaborò con la Germania nazista, contribuendo allo sviluppo di una macchina propagandistica filo-nazista nel mondo arabo. La sconfitta dei nazionalisti arabi in Iraq e il conseguente trasferimento di al-Husseini nell'Europa occupata dai nazisti, limitarono la capacità di questi a condurre operazioni dirette in Palestina, sebbene egli continuasse a sollecitare italiani e tedeschi a bombardare Tel Aviv.
L'Agenzia ebraica per Israele e il Partito della Difesa Nazionale Palestinese invitarono i giovani ebrei e arabi di Palestina ad arruolarsi nell'esercito britannico. Durante il conflitto, 30000 ebrei palestinesi e 12000 arabi palestinesi si unirono alle forze armate britanniche, mentre nel 1944 fu istituita una Brigata Ebraica.
Alla fine della Seconda guerra mondiale, il problema legato al destino dei sopravvissuti all'Olocausto in Europa riaccese le tensioni tra lo Yishuv e le autorità britanniche. Già nel 1944, gruppi ebraici iniziarono a condurre operazioni paramilitari contro gli stessi inglesi con l'obiettivo di convincere il Regno Unito a sostenere la formazione di uno Stato ebraico. La prolungata campagna sionista contro le autorità britanniche, insieme all'aumento dell'immigrazione illegale di rifugiati ebrei e allo scoppio di una nuova lotta tra fazioni in ambito palestinese, portarono i britannici a rimettere la questione palestinese nelle mani delle Nazioni Unite, organizzazione internazionale da poco creata in sostituzione della Società delle Nazioni.

### Piano di partizione della Palestina del 1947

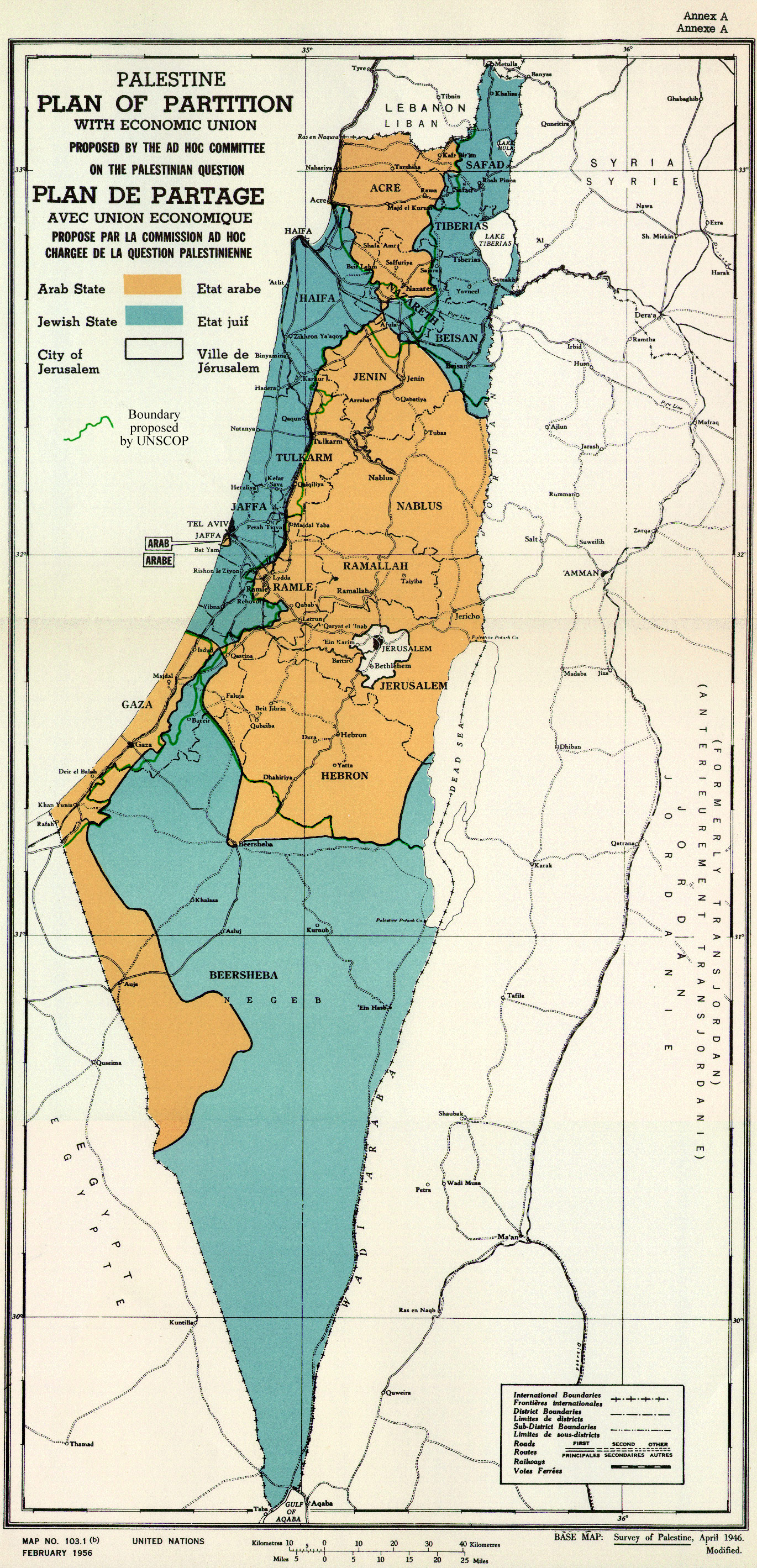
Piano di partizione della Palestina

Di fronte alle rispettive rivendicazioni nazionali della comunità ebraica e di quella araba, il 29 novembre 1947, l'Assemblea Generale delle Nazioni Unite approvò la Risoluzione 181 ("Piano di partizione della Palestina"), con la quale si raccomandava l'adozione e l'attuazione di un piano per la spartizione della Palestina in uno Stato arabo, in uno ebraico e lo status internazionale per Gerusalemme. Ancora prima di conoscere l'esito della votazione, il Regno Unito aveva annunciato il ritiro delle sue truppe dalla Palestina nel maggio 1948.
Secondo la Risoluzione 181, quello che fu il mandato britannico della Palestina venne diviso in due:
- Uno stato ebraico, al quale fu assegnato il 55% del territorio del mandato (anche se la comunità ebraica possedeva solo il 7% delle terre in Palestina), compreso il deserto del Negev, e la cui popolazione sarebbe stata composta da 500000 ebrei e da 400000 arabi palestinesi;
- Uno stato arabo, il quale avrebbe compreso il 44% del territorio del mandato e una popolazione di 725000 arabi palestinesi con una minoranza di circa 10000 ebrei;[31]
- La città di Gerusalemme sarebbe stata invece una zona internazionale.

I rappresentanti della comunità ebraica (esclusi il Lehi e l'Irgun) accettarono il piano, mentre la comunità araba lo respinse, perché considerava iniqua la partizione territoriale tracciata e sosteneva la creazione di un unico stato federale, in cui convivessero arabi ed ebrei.
Immediatamente dopo l'adozione della Risoluzione, la Palestina fu travolta dalla violenza. Per quattro mesi, sotto continue provocazioni e attacchi arabi, lo Yishuv mantenne per lo più una posizione difensiva, pur rispondendo occasionalmente con azioni di ritorsione. La Lega Araba sostenne la lotta degli arabi formando l'Esercito Arabo di Liberazione, composto da volontari, e appoggiando l'Esercito del Sacro Jihad, guidato da Abd al-Qadir al-Husayni e Hasan Salama. Sul fronte ebraico, la guerra civile fu condotta dalle principali organizzazioni paramilitari clandestine (Haganah, Irgun e Lehi), rafforzate da numerosi veterani ebrei della Seconda guerra mondiale e da volontari stranieri.
Nella primavera del 1948, il collasso delle forze arabe divenne sempre più evidente, mentre le forze dello Yishuv continuavano ad avanzare, conquistando ampie porzioni di territorio e causando un massiccio esodo di rifugiati arabi palestinesi.

### Guerra arabo-israeliana del 1948

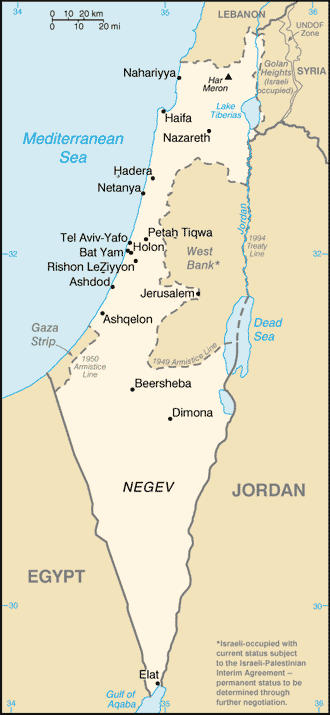
Territorio di Israele al termine della guerra arabo-israeliana del 1948

Il 14 maggio 1948, in seguito alla dichiarazione d'indipendenza israeliana, la Lega Araba decise di intervenire a favore degli arabi palestinesi, inviando le proprie forze nella Palestina ex mandataria, dando così inizio alla fase principale della guerra arabo-israeliana del 1948. Complessivamente, i combattimenti che si susseguirono causarono circa 15000 vittime, e si interruppero solo con gli accordi di cessate il fuoco e di armistizio del 1949, a seguito dei quali Israele mantenne gran parte del territorio relativo dell'ex Mandato, la Giordania occupò e successivamente annesse la Cisgiordania, e l'Egitto prese il controllo della Striscia di Gaza, dove il 22 settembre 1948 venne proclamato il Governo di tutta la Palestina. La guerra civile del 1947-1948 nella Palestina mandataria e la Guerra arabo-israeliana del 1948 portarono a un esodo (noto anche come nakba) che coinvolse circa 750000 arabi palestinesi (ossia i due terzi della popolazione palestinese nel territorio israeliano), che da allora vivono in campi profughi in Libano, Siria, Giordania, striscia di Gaza e Cisgiordania. Nel frattempo, gli Stati arabi chiesero il rimpatrio dei palestinesi che avevano abbandonato le loro case durante il conflitto.
Nel 1950, il Parlamento israeliano votò la cosiddetta "Legge del ritorno", che garantisce il diritto di cittadinanza israeliana con diritto di voto a tutti gli ebrei e ai loro coniugi, anche se non avevano mai vissuto nel paese.

### Crisi di Suez del 1956

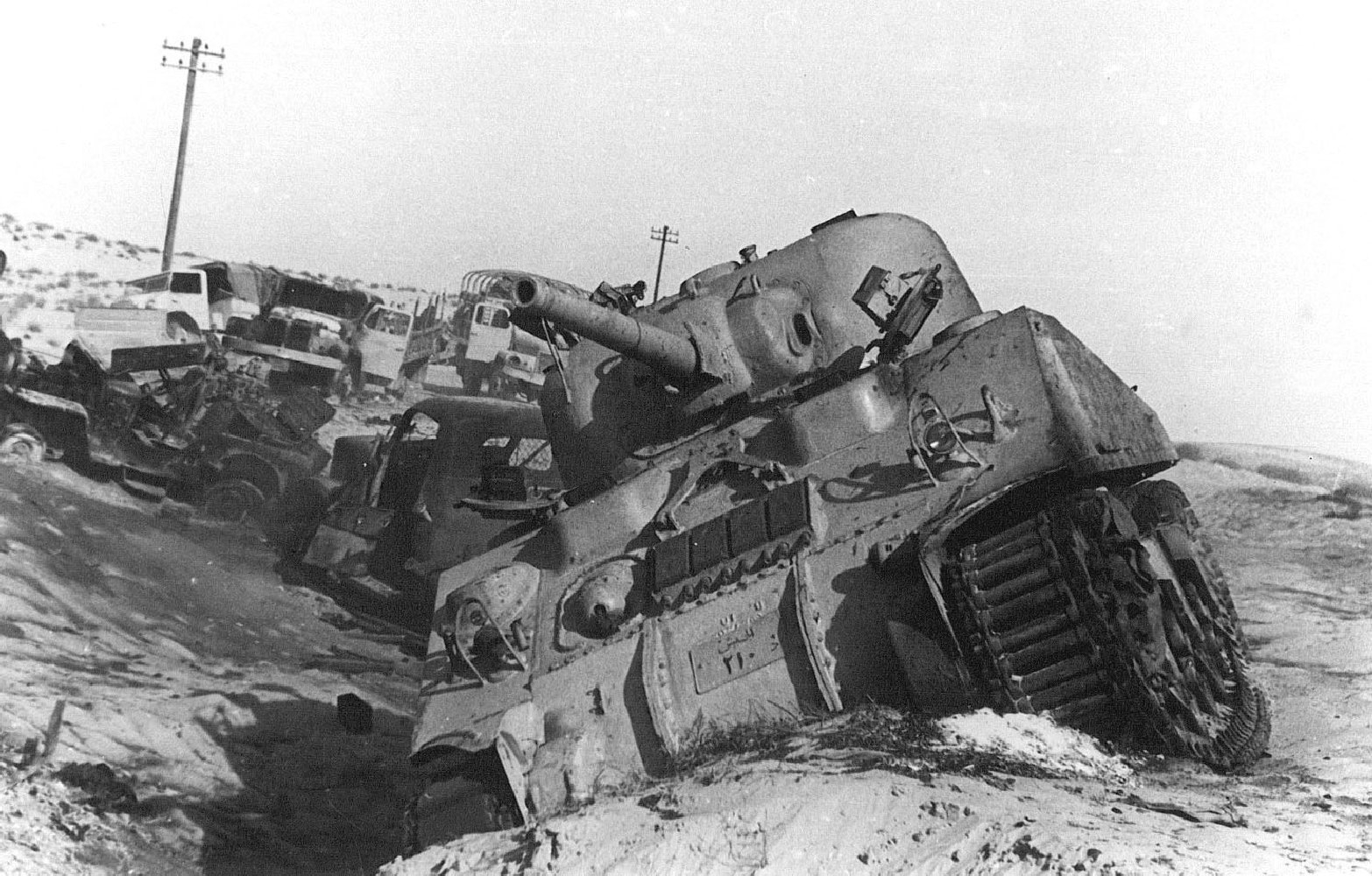
Veicoli distrutti durante la crisi di Suez

Negli anni 1950, Giordania ed Egitto sostennero gli attacchi transfrontalieri dei fedayyin palestinesi contro Israele, mentre Israele effettuò operazioni di rappresaglia nei paesi che li ospitavano.  La Crisi di Suez del 1956 (uno scontro tra Francia, Regno Unito e Israele contro l'Egitto di Nasser riguardo al controllo del canale di Suez) portò a una breve occupazione israeliana della Striscia di Gaza e della penisola del Sinai.  Il Governo di tutta la Palestina fu completamente abbandonato dall'Egitto nel 1959 e ufficialmente integrato nella Repubblica Araba Unita, a scapito del movimento nazionale palestinese. La Striscia di Gaza fu quindi posta sotto l'autorità dell'amministratore militare egiziano, rendendola di fatto un'occupazione militare. Nel 1964, tuttavia, venne fondata una nuova formazione, l'Organizzazione per la Liberazione della Palestina (OLP), guidata da Yasser Arafat. Essa ottenne subito il sostegno della maggior parte dei governi della Lega Araba e ottenne un seggio nella lega stessa.

### Guerra dei sei giorni del 1967

In bianco/giallo Israele prima della guerra dei sei giorni, in arancione chiaro i territori acquisiti dopo il conflitto. In rosso il territorio occupato dall'Egitto dopo la guerra del Kippur, in grigio il territorio occupato da Israele dopo la guerra del Kippur

Nella Guerra arabo-israeliana del 1967 (conosciuta anche come "Guerra dei sei giorni"), Israele arrivò ad occupare la Cisgiordania palestinese, Gerusalemme Est, la Striscia di Gaza, il Sinai egiziano, le Alture del Golan siriane e due isole nel Golfo di Aqaba.
La gravissima sconfitta militare ebbe un impatto significativo sul nazionalismo palestinese, poiché l'OLP non riuscì a stabilire alcun controllo sul territorio e alla fine dovette porre il suo quartier generale in Giordania, da dove poté sostenere l'esercito giordano durante la Guerra d'attrito. Tuttavia, la base palestinese in Giordania crollò con la guerra civile giordano-palestinese del 1970, dopo la quale l'OLP fu costretta a trasferirsi nel sud del Libano.
A metà degli anni 1970, la comunità internazionale si mosse nel tentativo di risolvere il conflitto attraverso la creazione di uno Stato palestinese indipendente in Cisgiordania e Gaza. Questa proposta di "terra in cambio di pace" fu sostenuta dalla Corte internazionale di giustizia e dalle Nazioni Unite.

### Guerra del Kippur del 1973
Il 6 ottobre 1973, una coalizione di forze arabe, composta principalmente da Egitto e Siria, lanciò un attacco a sorpresa contro Israele durante la festività ebraica dello Yom Kippur. Nonostante ciò, alla fine la guerra si concluse con una vittoria israeliana, sebbene con pesanti perdite da entrambe le parti.
Alla fine delle operazioni belliche, il Consiglio di Sicurezza dell'ONU approvò la Risoluzione 338, confermando il principio "terra in cambio di pace" stabilito dalla Risoluzione 242 e avviando un processo di pace in Medio Oriente. La sconfitta araba ebbe un ruolo importante nella disponibilità dell'OLP a cercare un accordo negoziato, mentre per molti israeliani iniziò a crescere la consapevolezza che i territori occupati non potessero essere mantenuti indefinitamente con la forza.
Gli Accordi di Camp David, siglati tra Israele ed Egitto nel 1978, ebbero come obiettivo principale stabilire un trattato di pace tra i due paesi. Gli accordi proponevano anche la creazione di un'"Autorità di Autogoverno" per la popolazione araba della Cisgiordania e della Striscia di Gaza, con l'esclusione di Gerusalemme che rimase sotto il controllo israeliano. Un trattato di pace basato su questi accordi fu firmato nel 1979, portando al ritiro, nel 1982, di Israele dalla Penisola del Sinai occupata durante la guerra dei sei giorni.

### Guerra del Libano del 1982

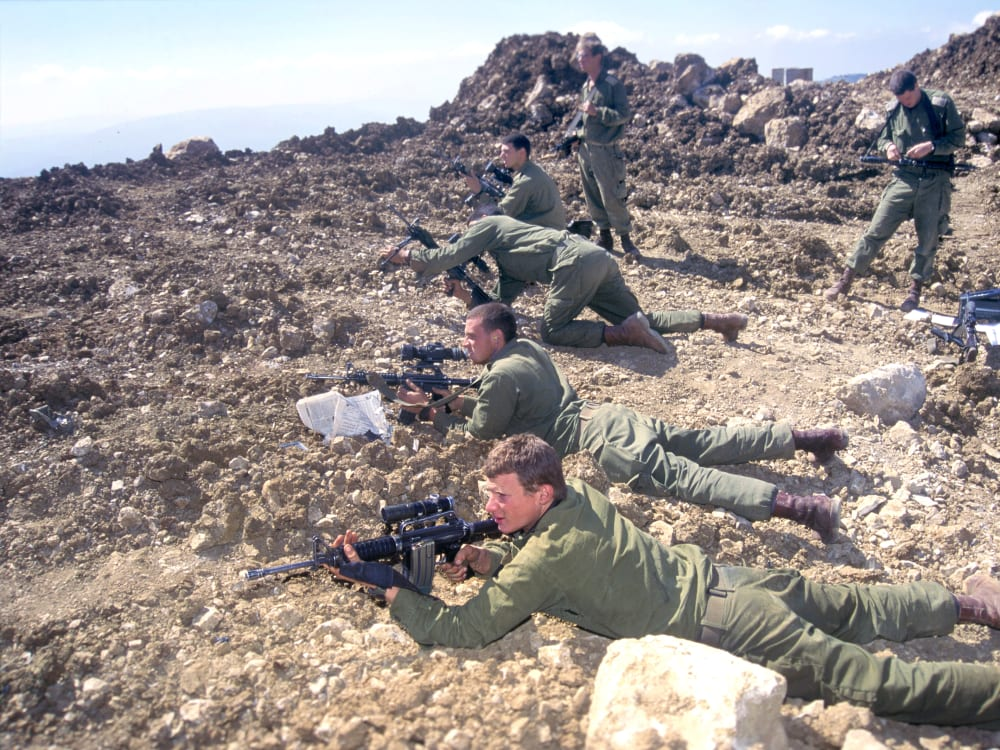
Militari israeliani nel Libano del sud

Durante la Guerra civile in Libano (scoppiata nel 1975), i miliziani palestinesi avevano colto l'occasione per continuare a lanciare attacchi contro Israele mentre combattevano anche contro i loro avversari in Libano. Nel 1978, il massacro della Strada costiera fu la scintilla che fece scoccare la prima invasione israeliana del Libano, nota come "Operazione Litani". Questa iniziativa militare ebbe come fine la eradicazione dell'Organizzazione per la Liberazione della Palestina dal Libano, espandendo al contempo l'area sotto il controllo delle milizie cristiane alleate di Israele nel sud del paese. L'operazione riuscì a porre una vasta porzione del sud libanese sotto il controllo degli alleati israeliani che avrebbero poi costituito l'Esercito del Libano del Sud. Sotto la pressione degli Stati Uniti, le forze israeliane alla fine si ritirarono dal Libano.
Nel 1982, Israele, avendo assicurato il suo confine meridionale con l'Egitto, cercò di risolvere la questione palestinese tentando di smantellare il potere militare e politico dell'OLP in Libano. L'obiettivo era stabilire un regime favorevole nel paese e continuare la politica di insediamento e annessione nei territori occupati.
La maggior parte dei militanti palestinesi fu sconfitta nel giro di poche settimane, Beirut fu presa e il quartier generale dell'OLP dovette, nel giugno 1982, evacuare in Tunisia su decisione di Yasser Arafat.

### Prima Intifada (1987–1993)

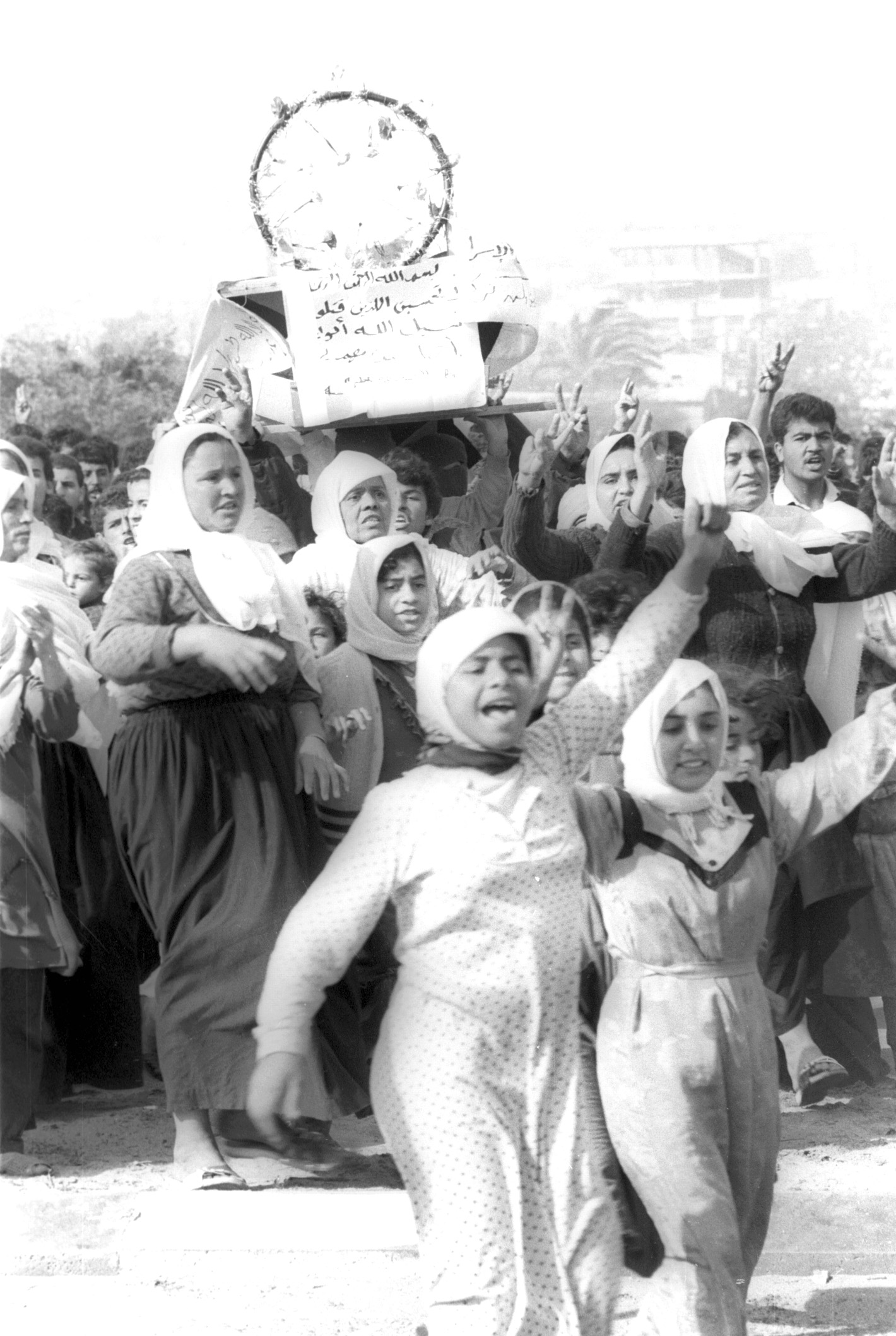
Proteste nella Striscia di Gaza nei primi giorni della Prima Intifada nel 1987.

La prima rivolta palestinese iniziò nel 1987 come risposta all'occupazione militare israeliana, agli attacchi in aumento contro i palestinesi, e alle politiche di costruzione di insediamenti e punizione collettiva. La rivolta consisteva principalmente in atti non violenti di disobbedienza civile e protesta, ed era guidata principalmente da comitati popolari di base, giovanili e femminili. Nei primi anni 1990, il conflitto, denominato Prima Intifada, divenne il centro degli sforzi internazionali per una soluzione, in parte motivati dal successo del trattato di pace egiziano-israeliano del 1982. Alla fine il processo di pace israelo-palestinese portò agli Accordi di Oslo del 1993, che permisero all'OLP di lasciare la Tunisia e stabilirsi in Cisgiordania e nella Striscia di Gaza, facendo nascere l'Autorità Nazionale Palestinese. Il processo di pace incontrò però una significativa opposizione tra alcuni elementi politici della società palestinese, come Hamas e la Jihad Islamica Palestinese, che avviarono immediatamente una campagna di attacchi contro gli israeliani. Dopo centinaia di vittime e una ondata di propaganda anti-governativa, il primo ministro israeliano Rabin fu assassinato da un estremista israeliano di destra che si opponeva all'iniziativa di pace. Questo omicidio colpì duramente il processo di pace con il nuovo governo israeliano che nel 1996 fece una parziale marcia indietro.

### Seconda Intifada (2000–2005)

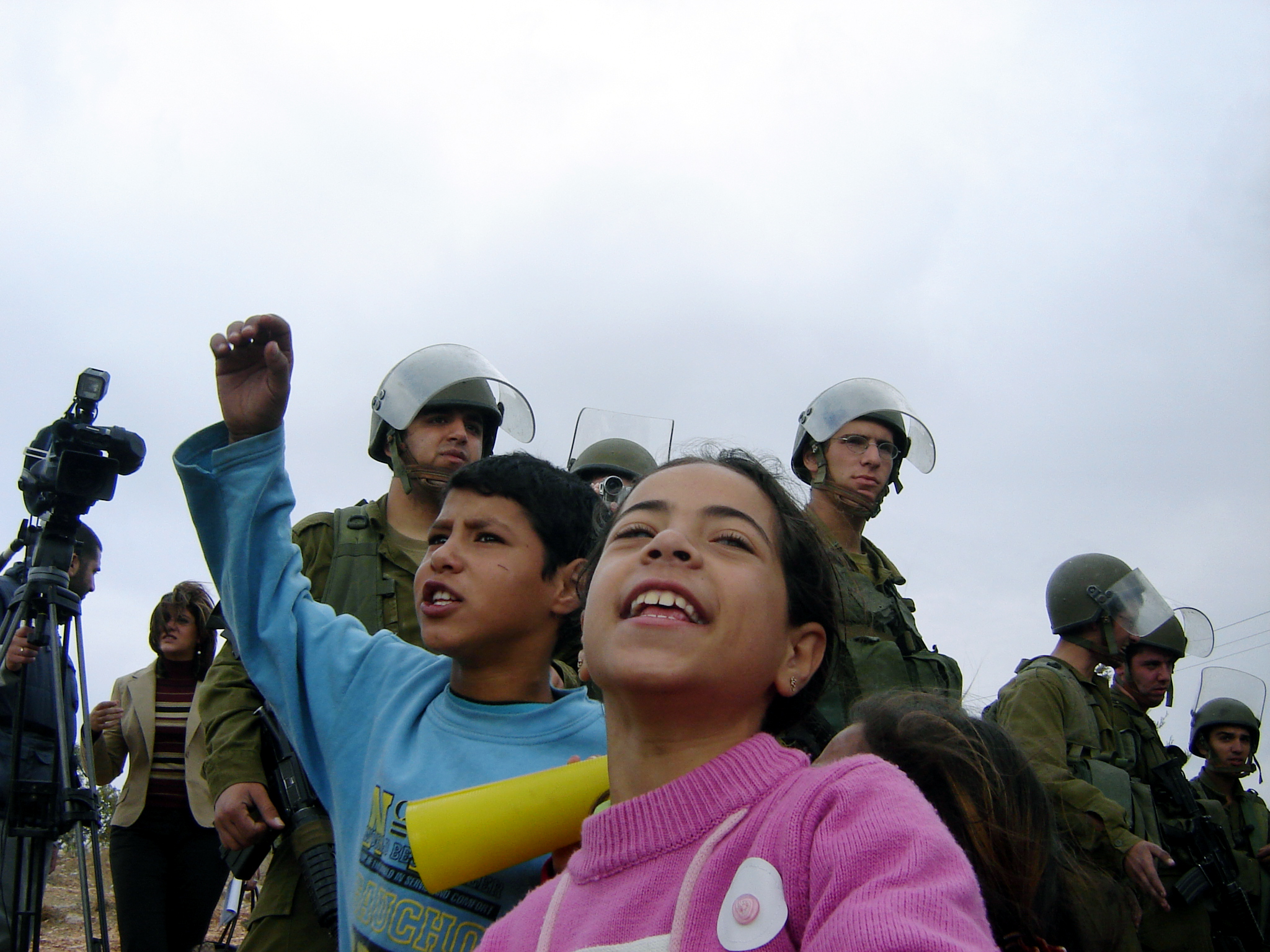
Dimostrazioni contro la costruzione della barriera di separazione della Cisgiordania, nel 2005 durante la Seconda Intifada

Dopo diversi anni di negoziati infruttuosi, il conflitto riesplose nel settembre del 2000 con la Seconda Intifada. La violenza, che sfociò in un conflitto aperto tra le Forze di Sicurezza Nazionale Palestinesi e le Forze di Difesa Israeliane, durò fino al 2004-2005 e arrivò a contare migliaia di vittime. Nel 2005, il primo ministro israeliano Ariel Sharon ordinò la rimozione degli insediamenti israeliani e dei soldati da Gaza. Israele e la sua Corte Suprema dichiararono formalmente la fine dell'occupazione, affermando che "non avevano controllo effettivo su quanto accadeva" nella Striscia. Tuttavia, le Nazioni Unite, Human Rights Watch e molti altri organismi internazionali e Organizzazioni non governative continuano a considerare Israele come la potenza occupante della Striscia di Gaza poiché non vennero meno i controlli relativi allo spazio aereo della Striscia, delle acque territoriali e sul movimento di persone o merci dentro o fuori Gaza via aria o mare.

### Conflitto Fatah-Hamas (2006–2007)

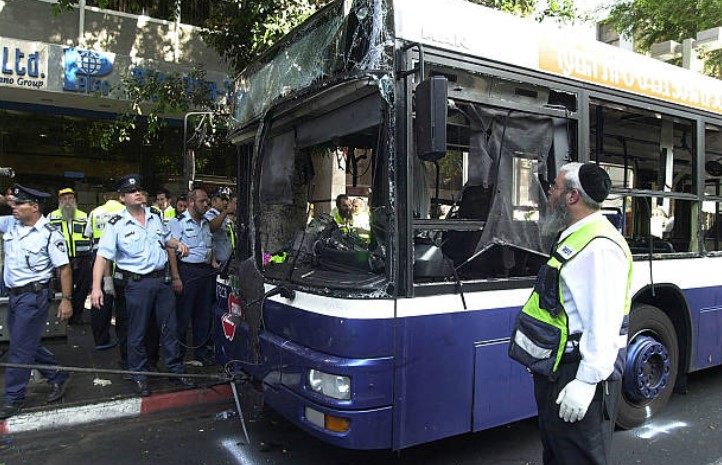
Scena di un attentato suicida di Hamas su un autobus a Tel Aviv.

Nel 2006, l'organizzazione politica Hamas vinse con il 44% dei voti le elezioni legislative in Palestina del 2006. In risposta a ciò, Israele avvertì che avrebbe istituito sanzioni economiche a meno che Hamas stessa non avesse accettato gli accordi israelo-palestinesi precedenti, rinunciato alla violenza e riconosciuto il diritto di Israele ad esistere, tutte cose che l'organizzazione rifiutò.
Successivamente, all'interno della Striscia di Gaza si verificò un duro conflitto politico tra Fatah e Hamas che sfociò nella Battaglia di Gaza del 2007, a seguito della quale Hamas prese il pieno controllo della regione. Nello stesso anno, Israele impose un blocco navale sulla Striscia di Gaza, e la cooperazione con l'Egitto permise il blocco terrestre del confine egiziano.
Le tensioni tra Israele e Hamas aumentarono fino alla fine del 2008, quando Israele lanciò l'operazione Piombo fuso su Gaza, provocando vittime civili e ingenti danni senza peraltro riuscire ad indebolire sostanzialmente Hamas. Nel febbraio 2009, fu firmato un cessate il fuoco con la mediazione internazionale tra le parti, sebbene piccoli e sporadici episodi di violenza continuarono.
Nel 2011, un tentativo dell'Autorità Palestinese di ottenere l'adesione all'ONU come stato sovrano a pieno titolo fallì. Intanto, a Gaza, sotto il controllo di Hamas, continuarono ad essere perpetrati attacchi mediante lanci di razzi contro Israele a cui seguivano raid aerei israeliani sulla Striscia. Nel novembre 2012, la rappresentanza palestinese presso le Nazioni Unite è stata elevata a Stato osservatore non membro e il titolo della sua missione è stato cambiato da "Palestina (rappresentata dall'OLP)" a "Stato di Palestina". Nel 2014 è scoppiata un'altra guerra tra Israele e Gaza, causando oltre 70 vittime israeliane e oltre 2000 vittime palestinesi.

### Guerra di Gaza (2023–presente)

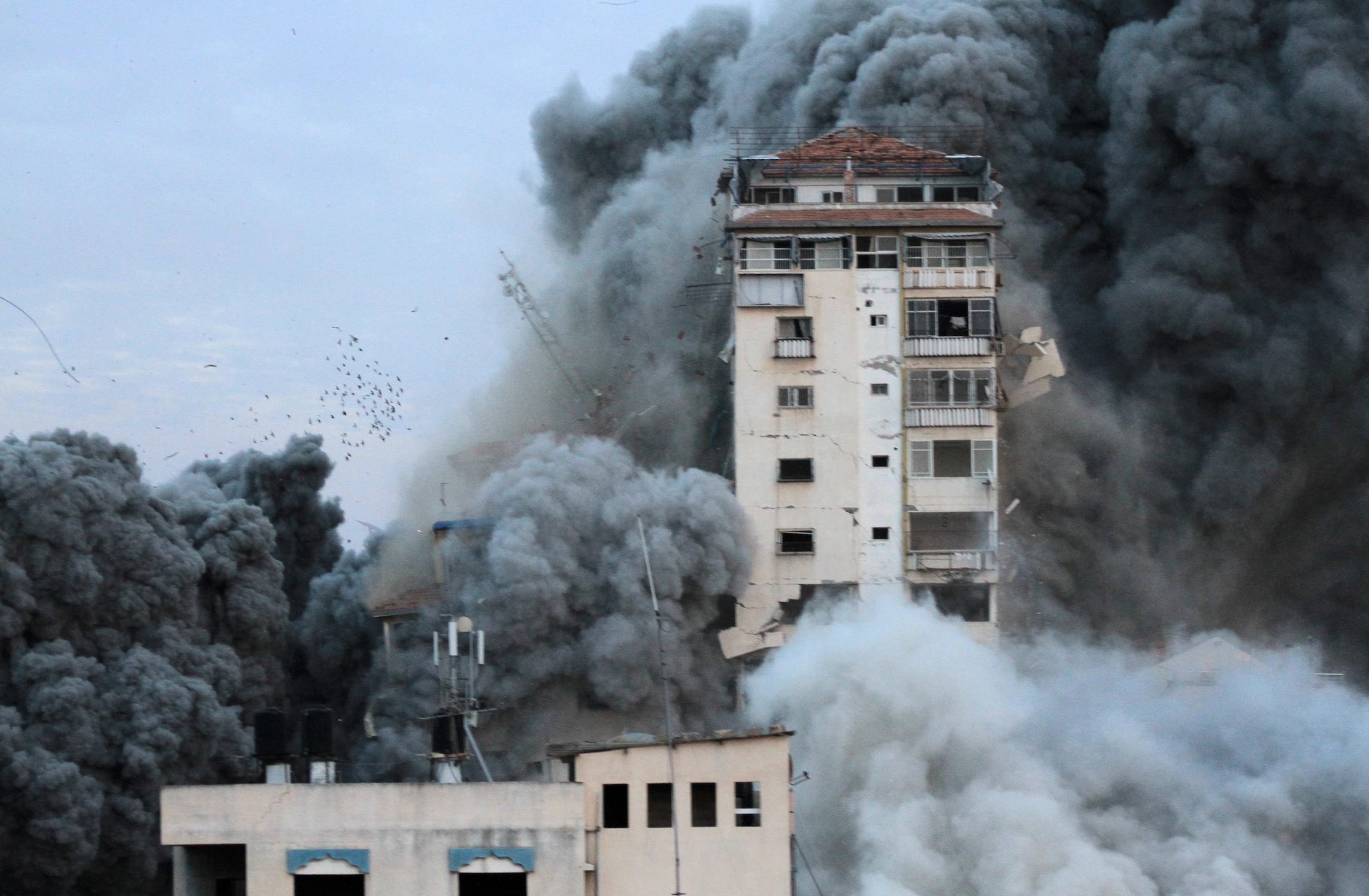
Bombardamenti a Gaza nell'ottobre del 2023 durante le prime fasi della guerra Israele-Hamas

Dopo la guerra del 2014 e la crisi del 2021, Hamas iniziò a pianificare un attacco contro Israele. Nel 2022, in Israele, Benjamin Netanyahu tornò al potere alla guida di un governo di estrema destra, il che portò a un aumento delle tensioni politiche nel paese e a scontri nei territori palestinesi. Tutto ciò culminò in un attacco a sorpresa lanciato da gruppi militanti guidati da Hamas contro il sud di Israele dalla Striscia di Gaza il 7 ottobre 2023, in cui oltre 1200 civili e militari israeliani furono uccisi e circa 250 persone furono prese in ostaggio e portate a Gaza. Le forze di difesa israeliane risposero dichiarando guerra a Hamas e conducendo una vasta campagna di bombardamenti aerei su Gaza, seguita da un’invasione terrestre su larga scala con l'obiettivo dichiarato di distruggere l'organizzazione, liberare gli ostaggi e garantire il controllo della sicurezza a Gaza. Durante le operazioni militari, Israele ha ucciso decine di migliaia di palestinesi, tra civili e combattenti, e sfollato quasi due milioni di persone. Il Sudafrica ha mosso l'accusa di genocidio nei confronti di Israele davanti alla Corte internazionale di giustizia chiedendo nel contempo un cessate il fuoco immediato. In risposta, la Corte ha emesso un'ordinanza che obbliga Israele a prendere tutte le misure necessarie per prevenire atti contrari alla convenzione sul genocidio del 1948, ma non ha ordinato la sospensione dell'operazione militare.
Successivamente la guerra si è estesa, con l'esercito israeliano impegnato in scontri con milizie locali in Cisgiordania, contro Hezbollah in Libano e nel nord del paese, e contro altre milizie sostenute dall'Iran in Siria. Milizie filo-iraniane hanno anche ingaggiato scontri con personale degli Stati Uniti, mentre gli Houthi hanno bloccato il Mar Rosso in segno di protesta, a cui gli Stati Uniti hanno risposto con attacchi aerei nello Yemen, in Iraq e in Siria.

## Situazione attuale

### Territorio palestinese occupato

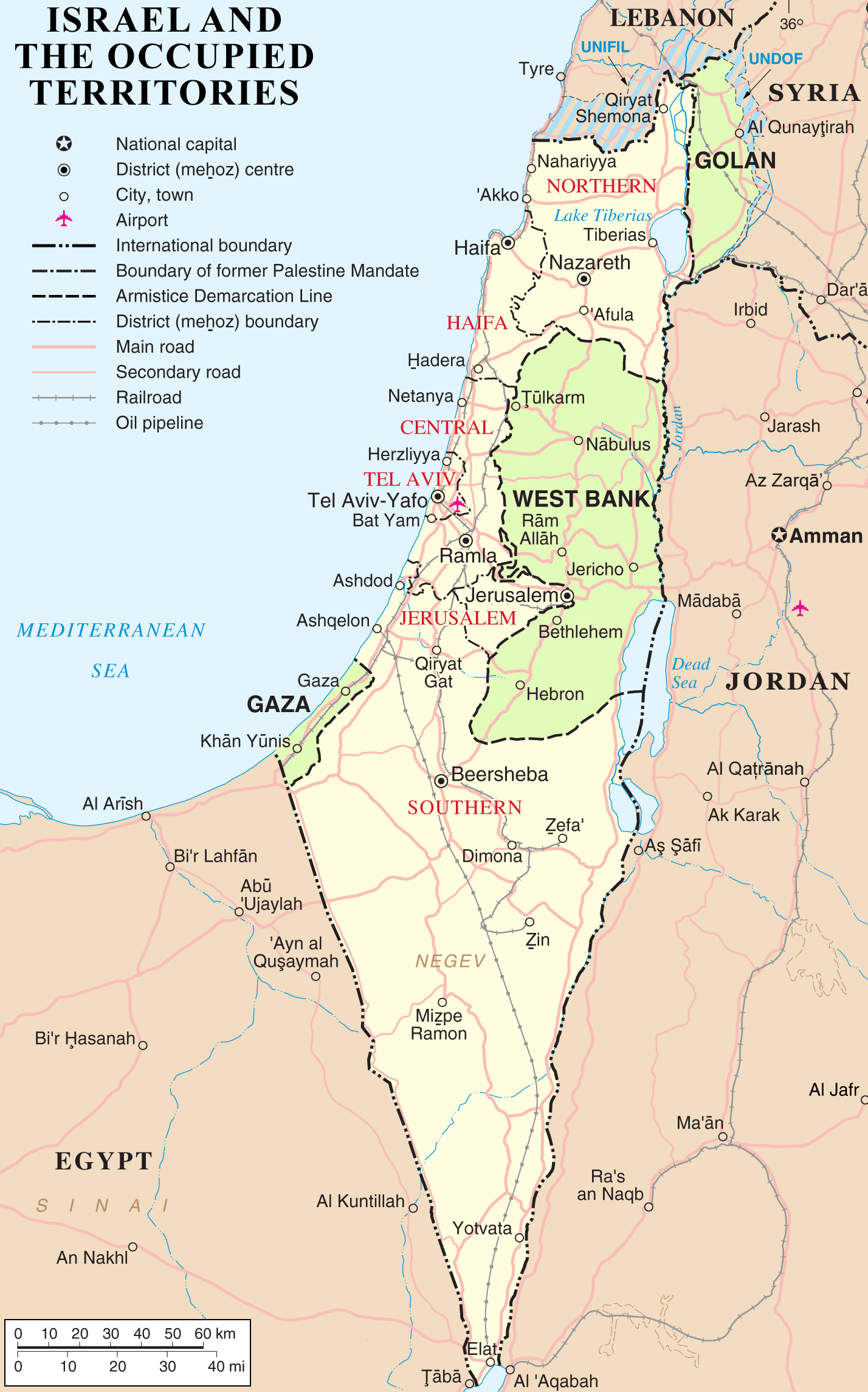
Mappa della Nazioni Unite di Israele e dei territori che attualmente occupa (in verde).

Israele occupa i territori palestinesi, che comprendono la Cisgiordania (inclusa Gerusalemme Est) e la Striscia di Gaza, dalla Guerra dei Sei Giorni del 1967, e ciò rappresenta l'occupazione militare più lunga della storia contemporanea. Nel 2024, la Corte Internazionale di Giustizia ha stabilito che i territori palestinesi costituiscono un'unica unità politica e che l'occupazione israeliana dal 1967, insieme alla creazione di insediamenti israeliani e allo sfruttamento delle risorse naturali, sono illegali secondo il diritto internazionale. La Corte ha anche ordinato a Israele di pagare riparazioni complete al popolo palestinese per i danni causati dall'occupazione.
Alcuni palestinesi rivendicano il diritto a tutte queste terre. Israele sostiene invece di non dover cedere questi territori per motivi di sicurezza e perché, in assenza di un accordo diplomatico valido all'epoca, la proprietà e i confini di queste terre sono ancora oggetto di discussione. I palestinesi considerano qualsiasi riduzione di questa rivendicazione una grave violazione dei loro diritti e, durante i negoziati, interpretano qualsiasi tentativo di ridimensionare i confini come un atto ostile contro i loro interessi fondamentali. Israele considera queste terre come territori contesi e ritiene che lo scopo dei negoziati sia definire quali saranno i confini finali. Nel 2017, Hamas ha dichiarato di essere disposto a sostenere uno Stato palestinese sui confini del 1967 «senza riconoscere Israele né rinunciare ad alcun diritto».

### Separazione della Striscia di Gaza
Dal 2006, Israele ha adottato una politica di separazione tra Cisgiordania e Striscia di Gaza, imponendo rigide restrizioni su importazioni, esportazioni e movimenti di persone. Questa politica, in realtà già avviata negli anni '50 e formalizzata nel 1991, prevede che ai residenti di Gaza sia necessario ottenere permessi speciali per entrare in Cisgiordania, trattando Gaza come un'entità separata. L'obiettivo è mantenere il controllo sulla Cisgiordania ed evitare una soluzione politica al conflitto, minando l'unità politica ed economica palestinese.
Dopo che Hamas ha preso il potere a Gaza nel 2007, Israele ha dichiarato Gaza "territorio ostile" e ha intensificato il blocco come forma di "guerra economica", con l'obiettivo di mantenere l'economia di Gaza sull'orlo del collasso. Sono state imposte restrizioni su carburante e prodotti alimentari per limitare l'attività economica locale, causando un crollo dell'economia privata.
Le restrizioni sui movimenti mirano a impedire ai residenti di Gaza di trasferirsi in Cisgiordania. Israele considera Gaza come una "stazione di termine", permettendo la riunificazione familiare solo se le persone accettano di vivere permanentemente a Gaza. Questa politica ha rafforzato il controllo su Cisgiordania e Gaza, influenzando l'unità nazionale palestinese e le condizioni di vita a Gaza.

### Nazioni Unite e riconoscimento dello Stato palestinese
Stato di Palestina
     Nazioni che hanno riconosciuto lo Stato di Palestina
     Stati che non hanno riconosciuto lo Stato di Palestina

Stato di Palestina
Nazioni che hanno riconosciuto lo Stato di Palestina
Stati che non hanno riconosciuto lo Stato di Palestina

L'Organizzazione per la Liberazione della Palestina (OLP) ha fatto richiesta che lo Stato di Palestina ottenga lo status di membro a pieno titolo all'ONU e che vengano riconosciuti i confini del 1967. Questa richiesta ha ricevuto ampio sostegno internazionale. Ogni anno, quasi all'unanimità, l'Assemblea Generale dell'ONU approva una risoluzione a favore. Tuttavia, gli Stati Uniti e Israele preferiscono risolvere la questione attraverso negoziati bilaterali, invece di basarsi sul diritto internazionale. Il presidente israeliano Benjamin Netanyahu ha accusato i palestinesi di cercare di evitare i negoziati diretti, mentre Abū Māzen ha sottolineato che la continua costruzione di insediamenti israeliani stia ostacolando la possibilità di una soluzione con due Stati. Nonostante il Consiglio di Sicurezza dell'ONU abbia respinto la richiesta della Palestina di diventare membro a pieno titolo, nel 2012 l'Assemblea Generale ha riconosciuto de facto la sovranità della Palestina, concedendole lo status di stato non membro.

### Incitamento all'odio
A seguito degli Accordi di Oslo, che prevedevano l'istituzione di organismi regolatori per ridurre le frizioni, l'incitamento palestinese contro Israele, contro gli ebrei e il sionismo è continuato, parallelamente alla politica israeliana di mantenere e incrementare gli insediamenti nei territori palestinesi. Tuttavia, sotto la guida di Abu Mazen, tale incitamento sembra essere diminuito significativamente. Le accuse di fomentare la situazione sono state reciproche, con entrambe le parti che interpretavano dichiarazioni mediatiche sui giornali palestinesi e israeliani come atti di incitamento. I libri scolastici pubblicati per le scuole israeliane e palestinesi sono stati spesso accusati di promuovere una narrazione parziale e, talvolta, di incitare all'odio verso l'altra parte. Gli autori di attacchi omicidi, sia contro israeliani che contro palestinesi, spesso trovano un forte sostegno vocale da parte di settori delle loro comunità, nonostante i diversi livelli di condanna da parte dei politici.
Entrambe le parti in conflitto sono state criticate da terzi per aver incitato i propri figli all'odio verso la parte avversa, minimizzando i legami storici, proponendo mappe geografiche propagandistiche o indottrinando i giovani affinché un giorno si uniscano alle forze armate.

## Processo di pace

### Accordi di Oslo (1993, 1995)

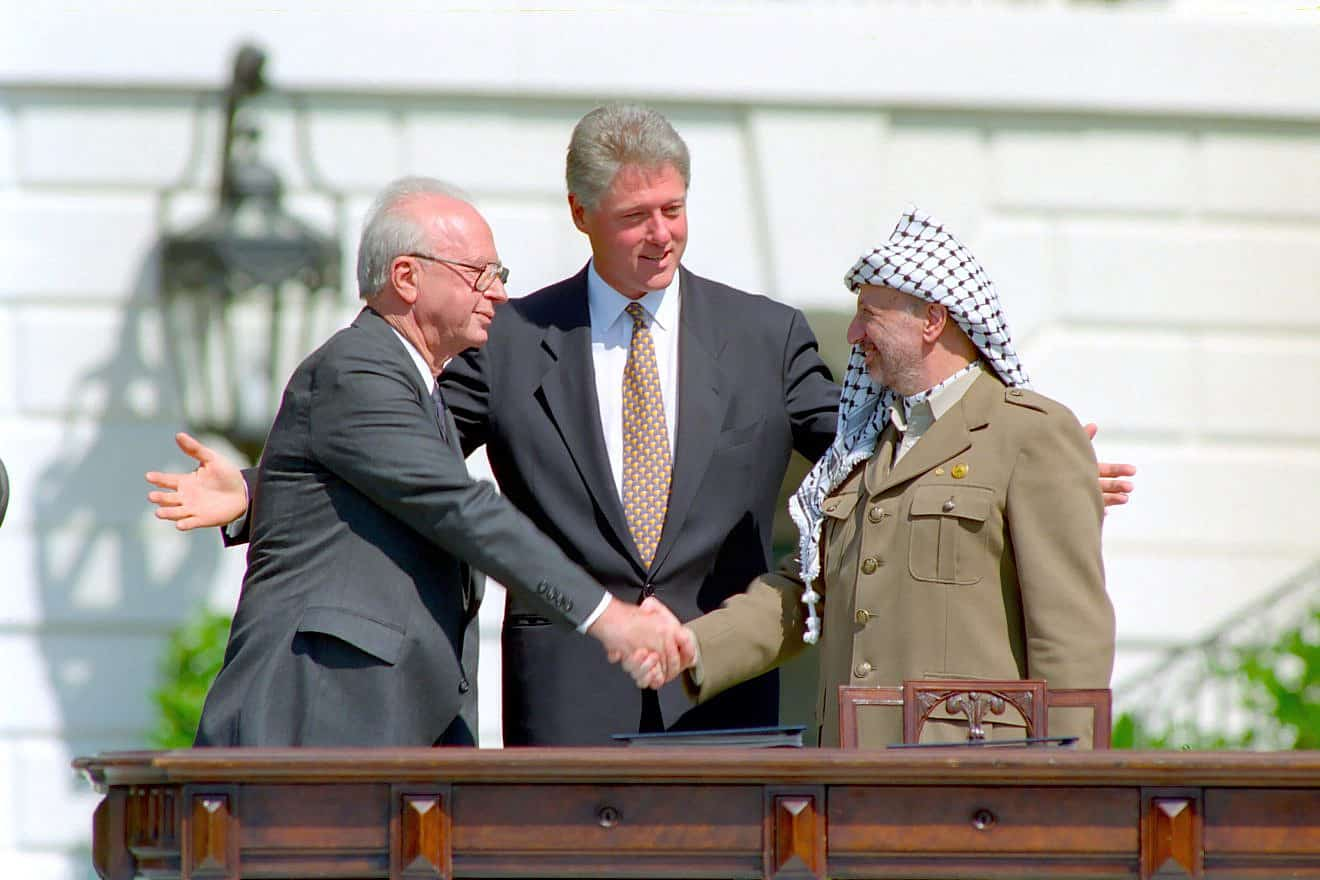
Yitzhak Rabin, Bill Clinton e Yasser Arafat durante gli accordi di Oslo, 13 settembre 1993.

Nel 1993, i funzionari israeliani guidati da Yitzhak Rabin ed i leader palestinesi dell'Organizzazione per la Liberazione della Palestina guidati da Yasser Arafat hanno lottato per trovare una soluzione pacifica attraverso il cosiddetto processo di pace di Oslo. Una pietra miliare fondamentale in questo processo è stata la lettera di Arafat riconoscendo il diritto all'esistenza di Israele. Nel 1993 gli accordi di Oslo furono conclusi come un quadro per il futuro delle relazioni israelo-palestinesi. Il punto cruciale di questi accordi era che Israele trasferisse gradualmente il controllo dei territori palestinesi ai palestinesi in cambio della pace. Il processo di Oslo fu delicato e aveva un punto critico con l'omicidio di Yitzhak Rabin e alla fine fallì quando Arafat ed Ehud Barak non riuscirono a raggiungere un accordo a Camp David nel luglio 2000. Robert Malley, assistente speciale del presidente degli Stati Uniti per gli affari arabo-israeliani, ha confermato che mentre Barak non avesse fatto alcuna offerta scritta formale ad Arafat, il principale difetto dei palestinesi è che dall'inizio del vertice di Camp David in poi non hanno potuto dire la propria alle idee degli Stati Uniti, né presentare una controproposta specifica e forte.

### Vertice di Camp David del 2000

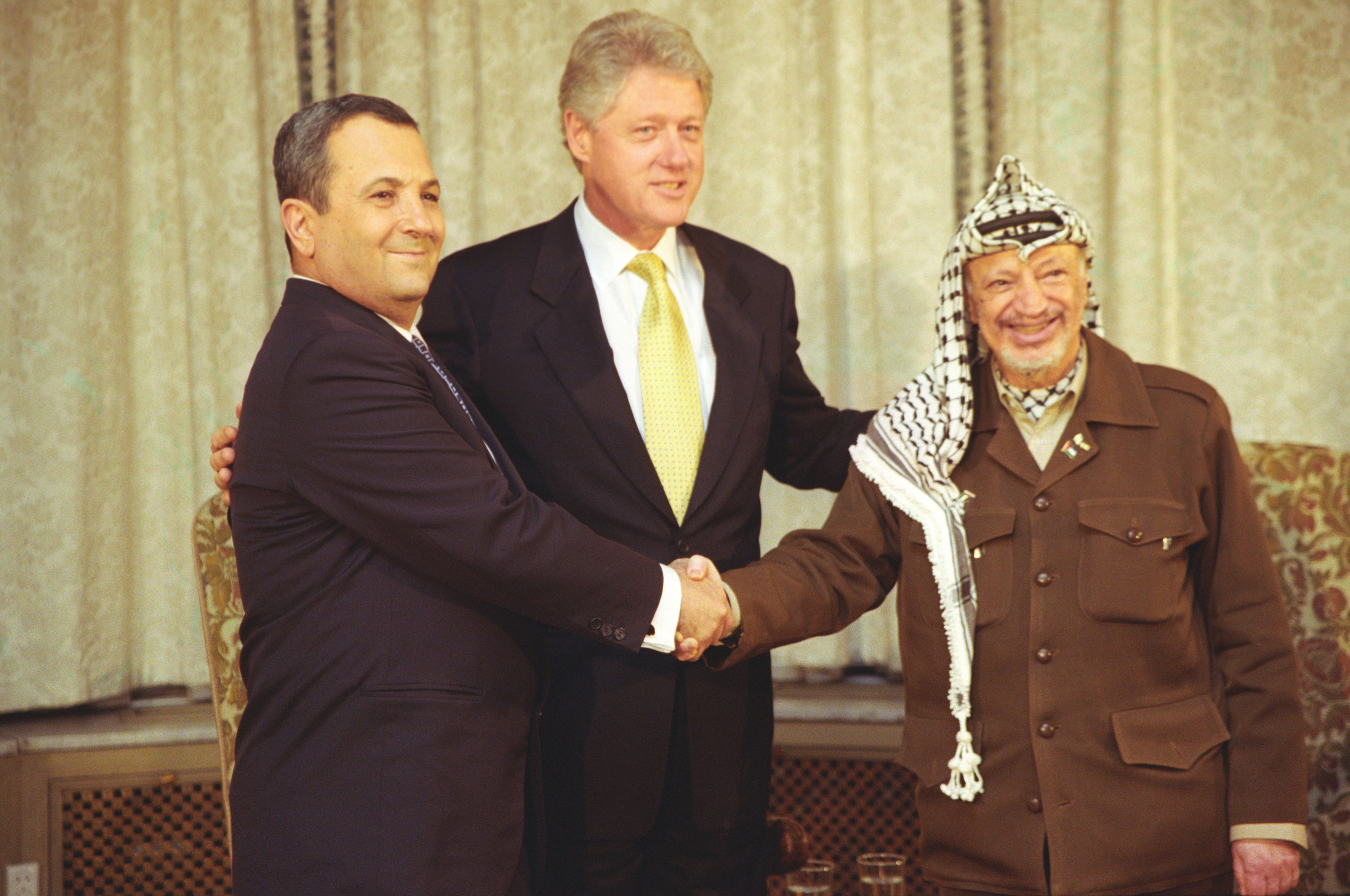
Il presidente Bill Clinton con il primo ministro Ehud Barak di Israele e il presidente Yasser Arafat dell'Autorità Nazionale Palestinese durante il vertice di Camp David

A luglio 2000, il presidente degli Stati Uniti, Bill Clinton induce un vertice di pace tra il leader palestinese Yasser Arafat e il Primo Ministro israeliano Ehud Barak. Barak avrebbe offerto al leader palestinese circa il 95% della Cisgiordania e della Striscia di Gaza, così come la sovranità palestinese su Gerusalemme Est e che 69 insediamenti ebraici (che comprendono l'85% degli insediamenti ebraici in Cisgiordania) sarebbero stati ceduti a Israele. Ha anche proposto il "controllo temporaneo israeliano" indefinitamente sul 10% del territorio della Cisgiordania in un'area che comprende molti insediamenti ebraici. Secondo fonti palestinesi, il resto dell'area sarebbe sotto il controllo palestinese, anche se alcune aree sarebbero distrutte da tangenziali e posti di blocco israeliani. A seconda di come sono configurate le strade di sicurezza, queste strade israeliane potrebbero impedire la libera circolazione dei palestinesi in tutto il loro stato. È stato inoltre proposto di ridurre la capacità di assorbimento dei rifugiati palestinesi. Arafat ha respinto l'offerta. Il presidente Clinton ha richiesto rapporti per Arafat per fare una controfferta, ma non ha proposto alcuno. L'ex ministro degli esteri israeliano Shlomo Ben Ami, che ha tenuto un diario dei negoziati, ha dichiarato in un'intervista nel 2001, quando gli è stato chiesto se i palestinesi hanno presentato una controproposta:
Non è stata trovata una soluzione sostenibile in grado di soddisfare le richieste sia israeliane che palestinesi, anche sotto la forte pressione degli Stati Uniti. Clinton incolpò Arafat per il fallimento del vertice di Camp David. Nei mesi successivi al vertice, Clinton nominò l'ex senatore degli Stati Uniti d'America George J. Mitchell a capo di un comitato investigativo, che in seguito pubblicò il "Rapporto Mitchell" per ripristinare il processo di pace.

### Vertice di Taba (2001)
La squadra negoziale israeliana ha presentato una nuova mappa al vertice di Taba a Taba, in Egitto, nel gennaio 2001. Si decise di eliminare il "controllo temporaneo israeliano" in alcune aree e la parte palestinese l'ha accettato come base per futuri negoziati. Tuttavia, il primo ministro israeliano Ehud Barak non condusse ulteriori negoziati in quel momento ed i colloqui si sono conclusi senza un accordo.

### Road map per la pace (2002–2003)
Una proposta di pace presentata dal Quartetto dell'Unione europea, dalla Russia, dalle Nazioni Unite e dagli Stati Uniti il 17 settembre 2002, era la tabella di marcia per la pace. Questo piano non ha tentato di risolvere problemi difficili, come il destino di Gerusalemme o degli insediamenti israeliani. Li mette da parte per la negoziazione nelle fasi successive del processo. La proposta non è mai andata oltre la prima fase, che prevede la sospensione della costruzione di insediamenti israeliani e la fine della violenza tra israeliani e palestinesi. Nessuno di questi due obiettivi iniziali è stato raggiunto.

### Iniziativa di pace araba (2002, 2007, 2017)
L'Iniziativa di pace araba (in arabo: مبادرة السلام العربية) è stata proposta per la prima volta dal principe ereditario Abdullah dell'Arabia Saudita al vertice di Beirut. È una proposta per una soluzione al conflitto arabo-israeliano nel suo insieme, e in particolare al conflitto israelo-palestinese. L'iniziativa è stata inizialmente pubblicata il 28 marzo 2002 al vertice di Beirut e concordata nuovamente nel 2007 al vertice di Riyad. A differenza della tabella di marcia per la pace, viene spiegata come una "soluzione finale" di confini esplicitamente basati sui confini delle Nazioni Unite stabiliti prima del 1967. Offre di normalizzare completamente le relazioni con Israele, in cambio del ritiro delle sue forze da tutti i territori occupati, incluso il Golan, e di riconoscere uno stato palestinese indipendente con Gerusalemme Est come capitale della Cisgiordania e della Striscia di Gaza, nonché un "giusta soluzione" per i rifugiati palestinesi.
Numerosi funzionari israeliani hanno risposto all'iniziativa con supporto e critiche. Il governo israeliano ha espresso le sue riserve sulla "linea rossa", su questioni come il problema dei rifugiati palestinesi, la sicurezza e la natura di Gerusalemme. Tuttavia, la Lega araba continua a mantenere l'iniziativa come possibile soluzione e si sono tenuti incontri tra la Lega araba e Israele.

## Dispute e criticità
Le questioni centrali del conflitto riguardano i confini, lo status degli insediamenti israeliani in Cisgiordania, lo status di Gerusalemme, il diritto al ritorno dei rifugiati palestinesi e la garanzia di sicurezza. Con il riconoscimento da parte dell'OLP del "diritto all'esistenza" di Israele nel 1982, la comunità internazionale – con le principali eccezioni degli Stati Uniti e di Israele – ha raggiunto un consenso su un quadro di risoluzione del conflitto basato sul diritto internazionale. Diverse istituzioni delle Nazioni Unite e la Corte internazionale di giustizia hanno sostenuto questa posizione: più volte l'Assemblea generale dell'ONU ha votato quasi all'unanimità a favore di una risoluzione intitolata "Soluzione pacifica della questione palestinese". Tale risoluzione ribadisce costantemente l'illegalità degli insediamenti israeliani e dell'annessione di Gerusalemme Est oltre a ribadire il principio dell'inammissibilità dell'acquisizione territoriali attraverso operazioni militari. Vene, inoltre, sottolineata la necessità di un ritiro israeliano dai territori palestinesi occupati dal 1967 e di una soluzione giusta per la questione dei rifugiati, in conformità alla Risoluzione 194 dell'ONU.
Strategie unilaterali, la retorica delle fazioni politiche più intransigenti e la violenza hanno tuttavia alimentato rancori e ostilità reciproche, erodendo la fiducia nella possibilità di una soluzione pacifica. Dopo il fallimento dei negoziati, la sicurezza ha perso centralità nelle preoccupazioni israeliane, passando in secondo piano rispetto a problemi come occupazione, corruzione e crisi abitativa. La politica israeliana si è quindi orientata verso la gestione del conflitto e dell’occupazione dei territori palestinesi, piuttosto che verso una soluzione negoziata. L'espansione degli insediamenti israeliani in Cisgiordania ha rafforzato tra i palestinesi la convinzione che Israele non sia realmente intenzionato a raggiungere un accordo, ma che persegua piuttosto un controllo permanente di questi territori per garantire la propria sicurezza.

### Status di Gerusalemme

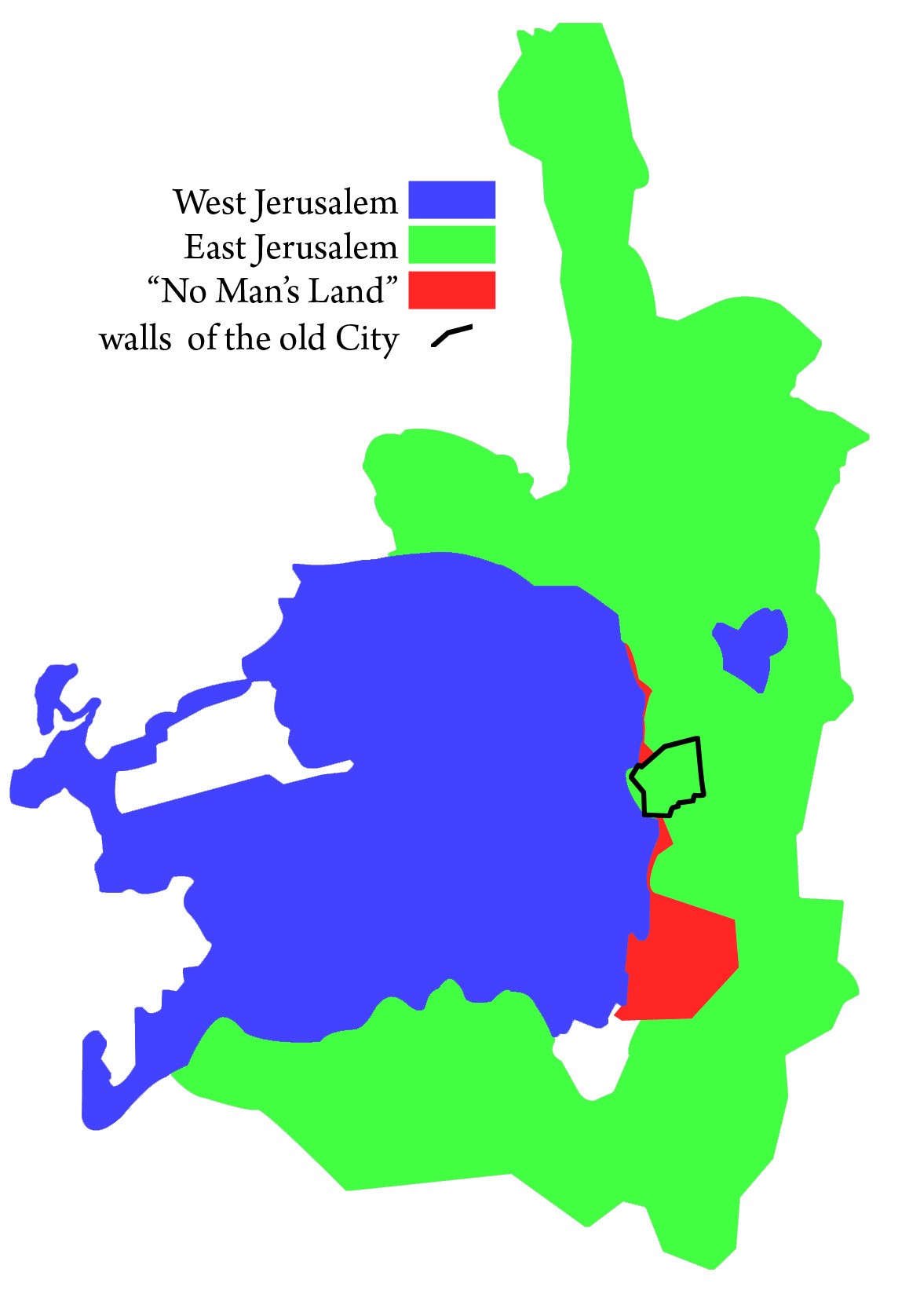
Suddivisione dell'area municipale di Gerusalemme nel 2010

Il confine di Gerusalemme è una questione particolarmente delicata. Le tre principali religioni abramitiche - ebraismo, cristianesimo e islam - hanno Gerusalemme come luogo importante per l'istituzione dei loro resoconti storici religiosi. Le autorità israeliane sostengono l'indivisibilità della città. Le autorità palestinesi reclamano invece almeno le parti della città che non facevano parte di Israele prima del giugno 1967. Al 2005, c'erano più di 719000 ebrei che vivevano a Gerusalemme (principalmente a Gerusalemme Ovest) e 232000 erano arabi (principalmente abitanti di Gerusalemme Est).
Le maggiori istituzioni israeliane, tra cui il governo, la Knesset e la Corte suprema, hanno sede a Gerusalemme Ovest sin dalla fondazione di Israele nel 1948. Dopo che Israele conquistò Gerusalemme Est alla Giordania, nell'ambito della guerra dei sei giorni, lo stato ebraico assunse il completo controllo amministrativo di Gerusalemme Est. Nel 1980 Israele ha promulgato una nuova legge nota come legge di Gerusalemme che stabilisce che "Gerusalemme, completa e unita, è la capitale di Israele".
Negli accordi di Camp David e nel vertice di Taba del 2000-01, gli Stati Uniti hanno proposto un piano in cui le zone arabe di Gerusalemme sarebbero state assegnate al proposto stato palestinese, mentre la parte ebraica della città sarebbe rimasta ad Israele. Tutto il lavoro archeologico sul Monte del Tempio sarebbe stato controllato congiuntamente dai governi israeliano e palestinese. Entrambe le parti accettarono la proposta, in linea di principio, ma solo ai vertici e non alla fine.

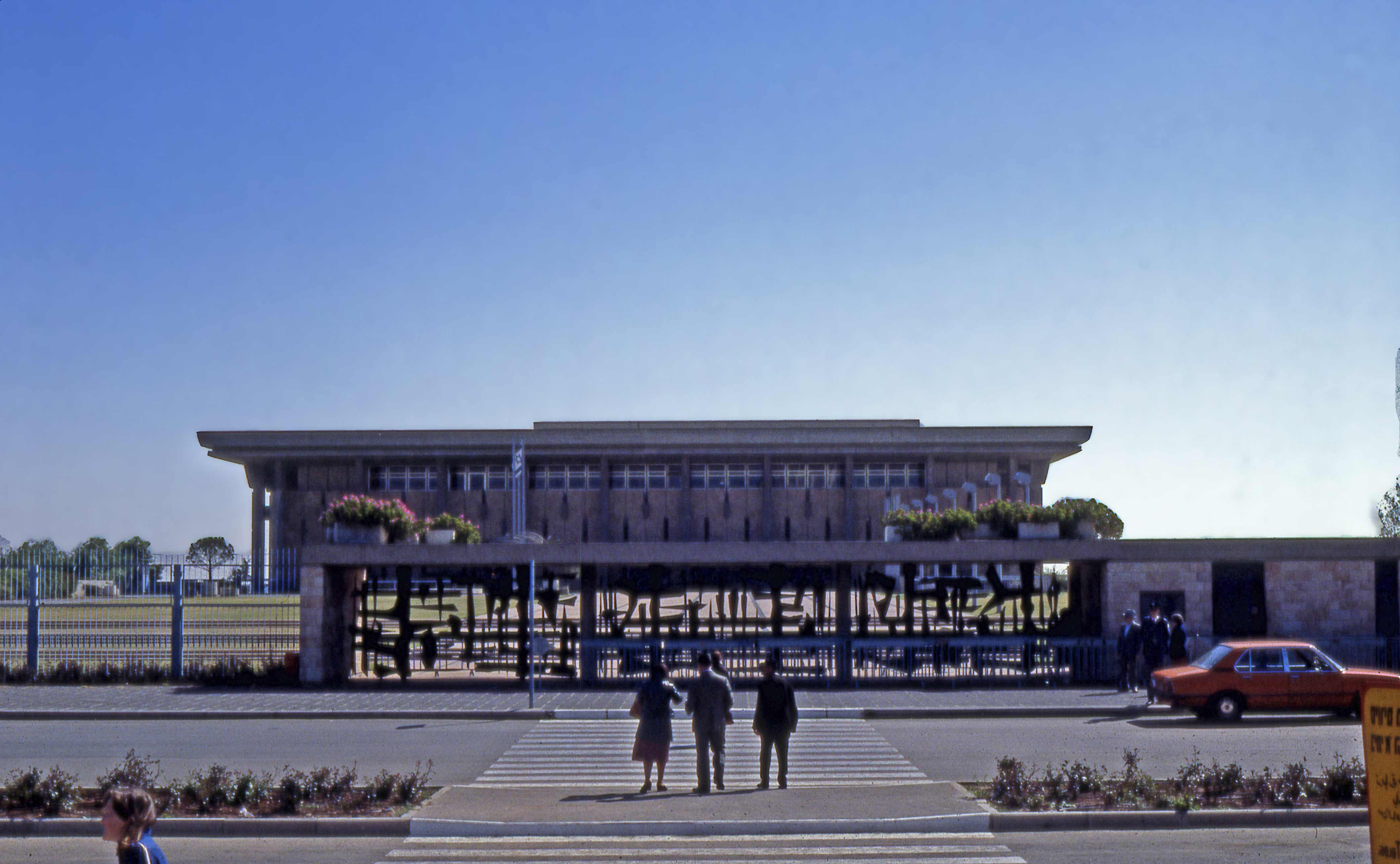
Parlamento israeliano a Gerusalemme

Il governo israeliano esprime serie preoccupazioni per il benessere dei luoghi santi dell'ebraismo sotto il possibile controllo palestinese. Quando Gerusalemme fu sotto il controllo giordano, ai non ebrei fu permesso visitare il Muro del Pianto e gli altri siti sacri dell'Ebraismo; il cimitero ebraico del Monte degli Ulivi fu profanato. Nel 2000, una folla palestinese ha rilevato la tomba di Giuseppe, un santuario considerato sacro da ebrei e musulmani, e ha saccheggiato e bruciato l'edificio e lo ha trasformato in una moschea. Ci sono scavi non autorizzati da parte dei palestinesi per la costruzione sul Monte del Tempio a Gerusalemme, che potrebbe minacciare la stabilità del Muro del Pianto. Le agenzie di sicurezza israeliane monitorano e detengono sistematicamente gli estremisti ebrei che attaccano l'atrio della moschea, ma non si sono verificati incidenti gravi negli ultimi 20 anni. Le autorità israeliani ha concesso alle autorità religiose musulmane un'autonomia quasi completa sul Monte del Tempio.
Israele esprime preoccupazione per la sicurezza dei suoi residenti nei quartieri di Gerusalemme se venissero sottoposti al controllo palestinese. Gerusalemme è stata il principale obiettivo di attacchi da parte di gruppi militanti contro obiettivi civili dal 1967. Molti insediamenti israeliani sono stati stabiliti in Cisgiordania.
Il governo israeliano insiste sul fatto che concede alle minoranze religiose residenti sul suo territorio ampi diritti. Secondo uno studio del 2019 pubblicato da Freedom House, la libertà di religione in Israele è ampiamente rispettata. Le autorità religiose, cristiane, musulmane, druse e baha'i, hanno giurisdizione sulle proprie comunità in materia di matrimonio, sepoltura e divorzio.

### Rifugiati palestinesi

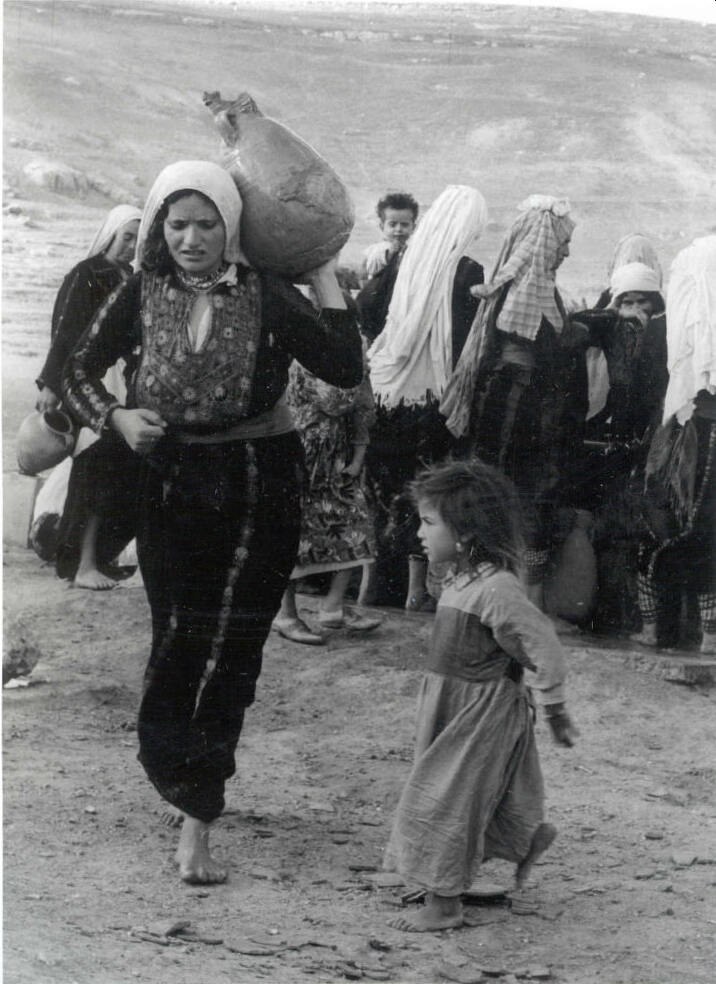
Rifugiati palestinesi nel 1948

I rifugiati palestinesi sono coloro che hanno perso le loro case e i mezzi di sussistenza a causa del guerra arabo-israeliana del 1948 e della guerra dei Sei Giorni del 1967. Nel 1949 si stima che 711000 palestinesi furono espulsi o fuggirono da Israele. Oggi, i discendenti di questi rifugiati sono considerati rifugiati dalla ONU, con un totale di circa 4,7 milioni di rifugiati palestinesi nel 2010. Un terzo di loro vive in campi profughi riconosciuti in Giordania, Libano, Siria, Cisgiordania e Striscia di Gaza, mentre il resto risiede in altre aree dei paesi ospitanti. La maggior parte dei rifugiati palestinesi è nata fuori da Israele e non ha diritto a risiedere nella storica Palestina.
Israele ha impedito il ritorno dei rifugiati palestinesi dal 1948, rifiutando qualsiasi accordo che permettesse il loro ritorno, tranne in casi limitati. In accordo con la Dichiarazione Universale dei Diritti Umani e la Risoluzione 194 dell'Assemblea Generale dell'ONU, i palestinesi rivendicano il diritto di tornare nelle loro terre, case e villaggi da cui furono esiliati nel 1948 e nel 1967. Arafat stesso ha dichiarato di cercare principalmente il riconoscimento del principio del "diritto di ritorno", piuttosto che la sua attuazione totale.

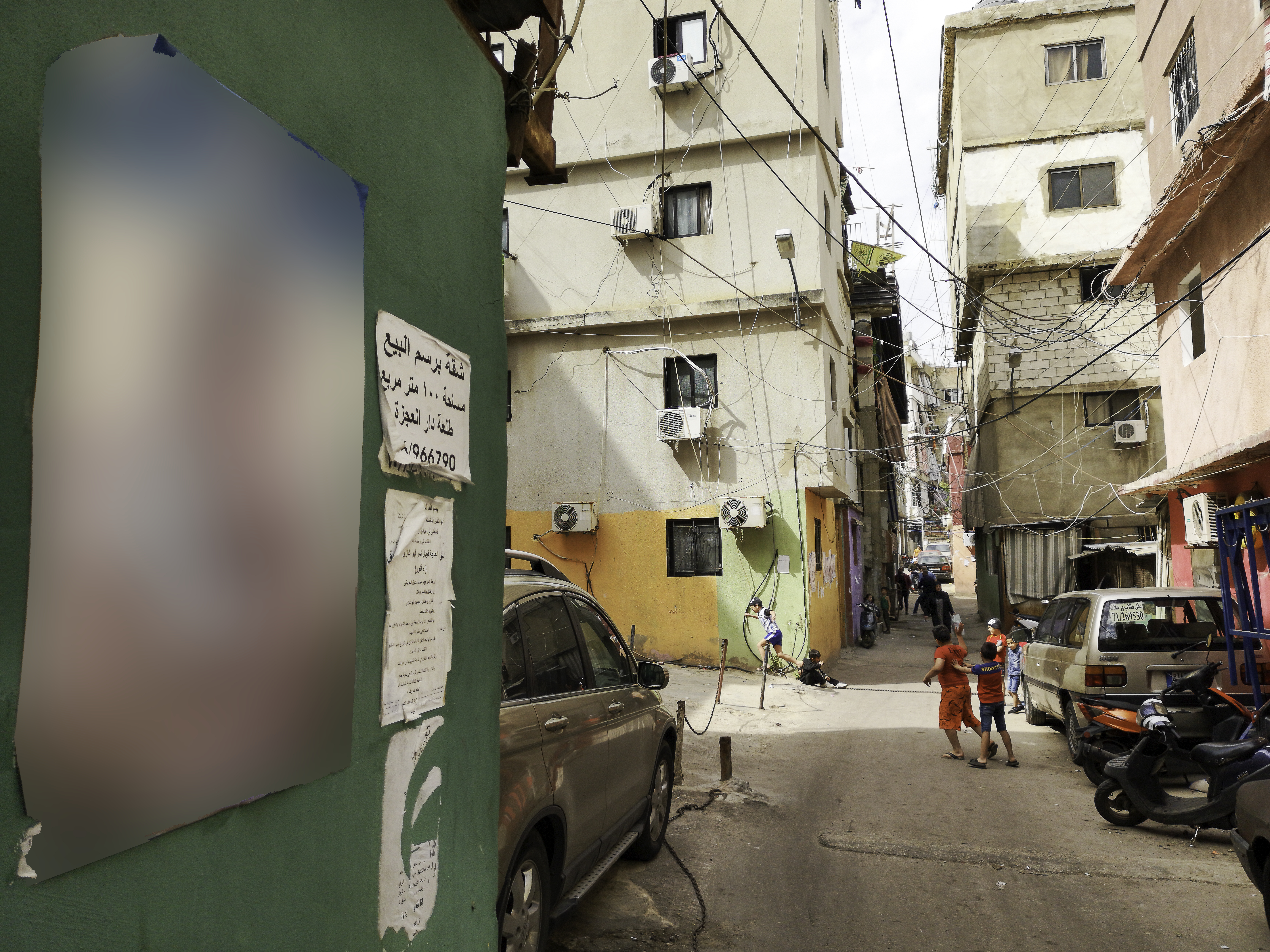
Campo profughi nei sobborghi di Beirut

Alcuni autori palestinesi e internazionali giustificano il diritto di ritorno dei rifugiati palestinesi, sostenendo che molti di loro furono cacciati o espulsi da gruppi paramilitari sionisti come la Haganah, Lehi e Irgun, e alcuni considerano questo un caso di "pulizia etnica". Tuttavia, storici come Benny Morris suggeriscono che la maggior parte dei rifugiati palestinesi fuggì a causa della guerra e si aspettavano di tornare subito dopo una vittoria araba.
Nel frattempo, la Legge del ritorno di Israele, con la quale può essere concessa la cittadinanza israeliana a chiunque abbia discendenza ebraica, è stata criticata per essere discriminatoria nei confronti di altre etnie, in particolare i palestinesi. La comunità internazionale, attraverso la Risoluzione 194, ha affermato che i rifugiati palestinesi dovrebbero poter tornare a casa, ma la Risoluzione 242 non specifica che questo diritto debba essere applicato concretamente. Israele, pur accettando il ritorno dei palestinesi in uno stato palestinese, ritiene che un ritorno massiccio nel paese minerebbe la stabilità dello stato ebraico, poiché cambierebbe il bilancio demografico.

### Preoccupazioni di sicurezza israeliane

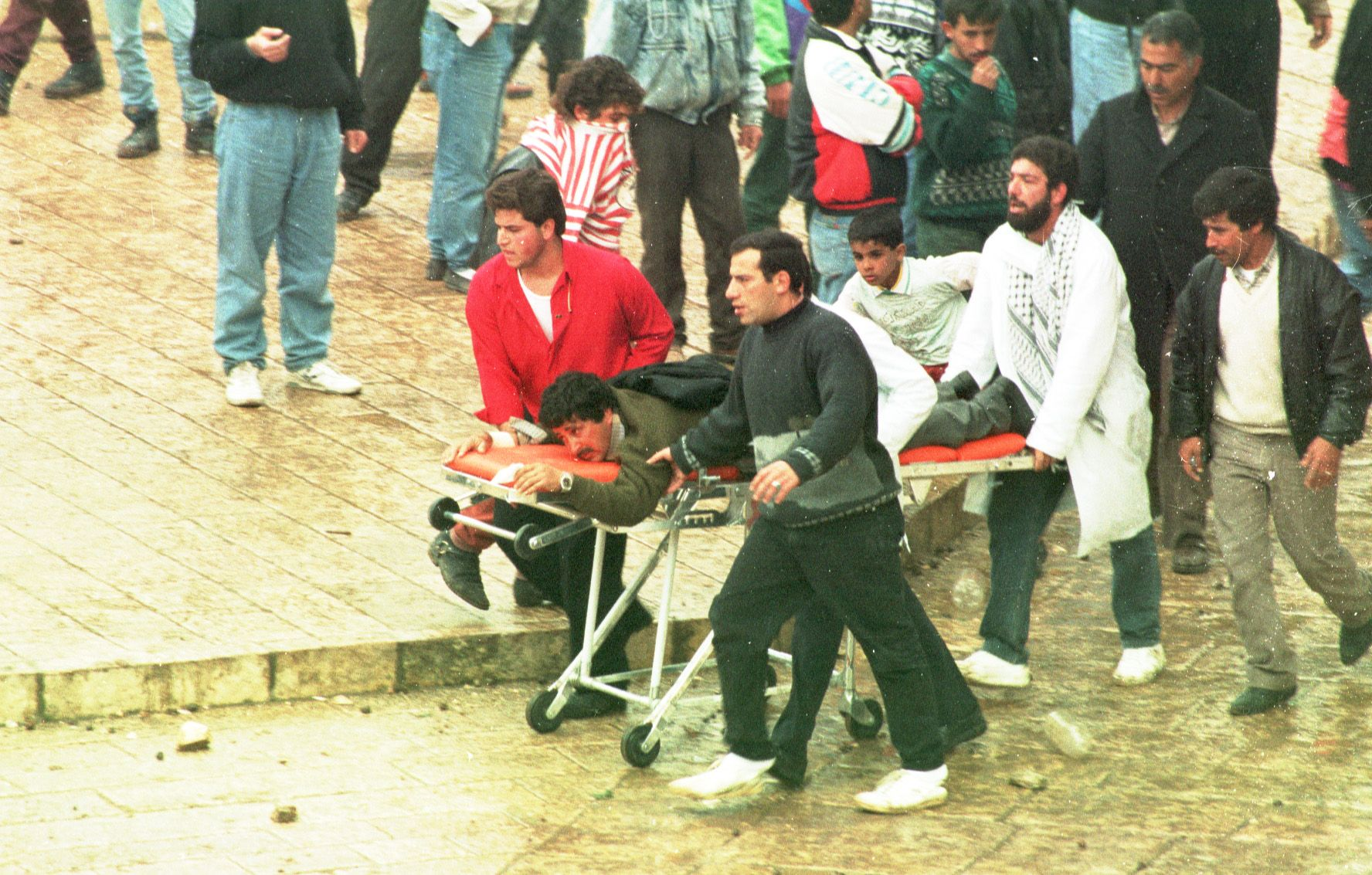
Feriti durante gli scontri successivi al massacro alla Tomba dei Patriarchi del 1994

La violenza palestinese è stata una preoccupazione costante per Israele, influenzando profondamente le sue decisioni politiche. Le questioni di sicurezza hanno spesso prevalso su considerazioni come il diritto internazionale e i diritti umani dei palestinesi. L'occupazione della Cisgiordania, della Striscia di Gaza e di Gerusalemme Est, così come l'espansione degli insediamenti, sono state giustificate da Israele per motivi di sicurezza. Israele, insieme a Stati Uniti e Unione Europea, considera qualsiasi uso della forza da parte di gruppi palestinesi come terrorismo. Tuttavia, l'Assemblea Generale delle Nazioni Unite ha riconosciuto il diritto dei palestinesi, in quanto popolo sotto occupazione, a usare la lotta armata per resistere.
Negli anni, attentatori suicidi palestinesi hanno preso di mira autobus, ristoranti, centri commerciali e mercati in Israele. Tra il 1993 e il 2003 si sono verificati 303 attacchi suicidi. Hamas ha compiuto il suo primo attacco suicida nel 1994, in risposta al massacro alla Tomba dei Patriarchi, in cui un colono israeliano uccise 29 palestinesi in una moschea.

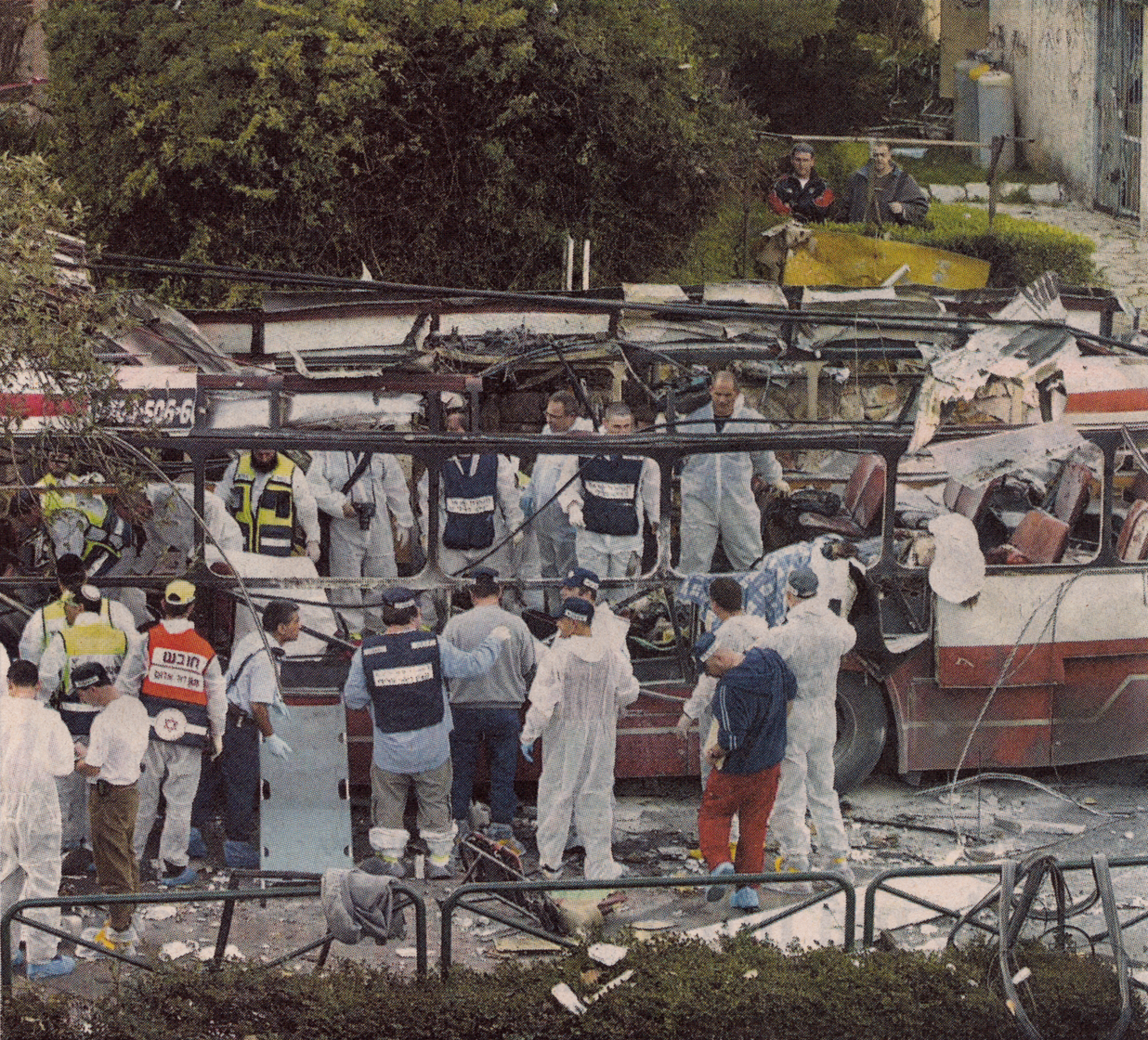
Attacco suicida all'autobus 37 ad Haifa

Nel 2003, Israele ha avviato la costruzione di una barriera di sicurezza per contrastare gli attentati. Secondo l'IDF, gli attacchi terroristici sono diminuiti del 90% da allora, anche grazie alla presenza costante di truppe israeliane nelle città palestinesi e alla crescente cooperazione tra IDF e Autorità Palestinese. Tuttavia, la barriera ha annesso oltre il 10% della Cisgiordania, dividendo villaggi palestinesi e limitando la libertà di movimento. Nel 2004, la Corte Internazionale di Giustizia ha dichiarato che la barriera violava il diritto all'autodeterminazione dei palestinesi e il diritto internazionale, ma Israele ha respinto la sentenza. Organizzazioni come B'Tselem, Human Rights Watch e Amnesty International hanno accusato Israele di usare la barriera per consolidare il controllo sulle terre occupate.
A partire dal 2001, i razzi Qassam lanciati dalla Striscia di Gaza sono stati una crescente minaccia per Israele. Nel 2006, un anno dopo il ritiro israeliano da Gaza, furono registrati 1726 lanci, un numero quadruplicato rispetto al 2005. Al il 2009, erano stati lanciati oltre 8600 razzi, causando traumi psicologici e interrompendo la vita quotidiana nel sud di Israele. Tuttavia, grazie ai sistemi di allerta e alle difese antimissile, i razzi hanno avuto una letalità limitata: nel 2014, su 4000 razzi lanciati da Gaza, solo sei civili israeliani furono uccisi.
All'interno di Israele esiste un ampio dibattito sulle strategie da adottare per affrontare le minacce alla sicurezza, tra cui azioni militari, diplomazia, misure unilaterali e un aumento dei controlli di sicurezza. Dal 2007, Israele ha collaborato con gli Stati Uniti per addestrare e sostenere le forze di sicurezza dell’Autorità Palestinese con l'obiettivo che queste possano dare un contribuito a contenere Hamas in Cisgiordania.

### Diritti degli agricoltori
Fin dagli inizi la terra ha avuto un ruolo fondamentale nel conflitto. Quando Israele divenne uno Stato dopo la guerra del 1948, il 77% del territorio della Palestina fu incorporato nella nuova entità statale. La maggior parte degli abitanti della Palestina di allora dovettero trovare rifugio in altri Paesi, e questa prima crisi territoriale fu la radice del conflitto israeliano-palestinese. Poiché il nodo centrale della disputa riguarda la terra, le tensioni tra Israele e Palestina si riflettono in modo evidente anche nell'agricoltura palestinese.
In Palestina, l'agricoltura è un pilastro dell'economia. La produzione agricola non solo soddisfa le esigenze alimentari della popolazione, ma sostiene anche l'economia di esportazione del Paese. Secondo il Consiglio per le Relazioni Euro-Palestinesi, il settore agricolo impiega formalmente il 13,4% della popolazione e informalmente il 90%. Negli ultimi dieci anni, il tasso di disoccupazione in Palestina è aumentato e il settore agricolo è diventato il più impoverito del Paese. Il tasso di disoccupazione ha raggiunto il picco nel 2008, toccando il 41% nella Striscia di Gaza.
L'agricoltura palestinese deve affrontare numerose difficoltà, tra cui attacchi militari e civili israeliani contro fattorie e agricoltori, blocchi all'esportazione dei prodotti e all'importazione di beni essenziali, confische di terre per riserve naturali, usi militari e insediamenti, distruzione e sequestro di pozzi, oltre alla presenza di barriere fisiche all'interno della Cisgiordania.

### Barriera israeliana in Cisgiordania

Un tratto della barriera tra Israele e la Palestina

Con la costruzione della barriera di separazione (iniziata nel 2002), lo Stato israeliano aveva promesso la libera circolazione tra le diverse aree. Tuttavia, la chiusura dei confini, i coprifuoco e i numerosi posti di blocco hanno fortemente limitato la mobilità dei palestinesi.
Nel 2012 si contavano 99 posti di blocco fissi e 310 posti di blocco mobili, ostacolando ulteriormente gli spostamenti. Le restrizioni ai confini hanno avuto gravi conseguenze sull'economia palestinese, rallentando le importazioni e le esportazioni e indebolendo i settori industriale e agricolo, a causa del costante controllo israeliano sulla Cisgiordania e sulla Striscia di Gaza.
Si ritiene, pertanto, che per favorire la crescita economica della Palestina, sia necessario eliminare queste restrizioni territoriali. Secondo il The Guardian e un rapporto della Banca Mondiale, solo in Cisgiordania le limitazioni imposte da Israele hanno causato perdite economiche per 3,4 miliardi di dollari, equivalenti al 35% del PIL annuale palestinese.

### Violenza palestinese al di fuori di Israele

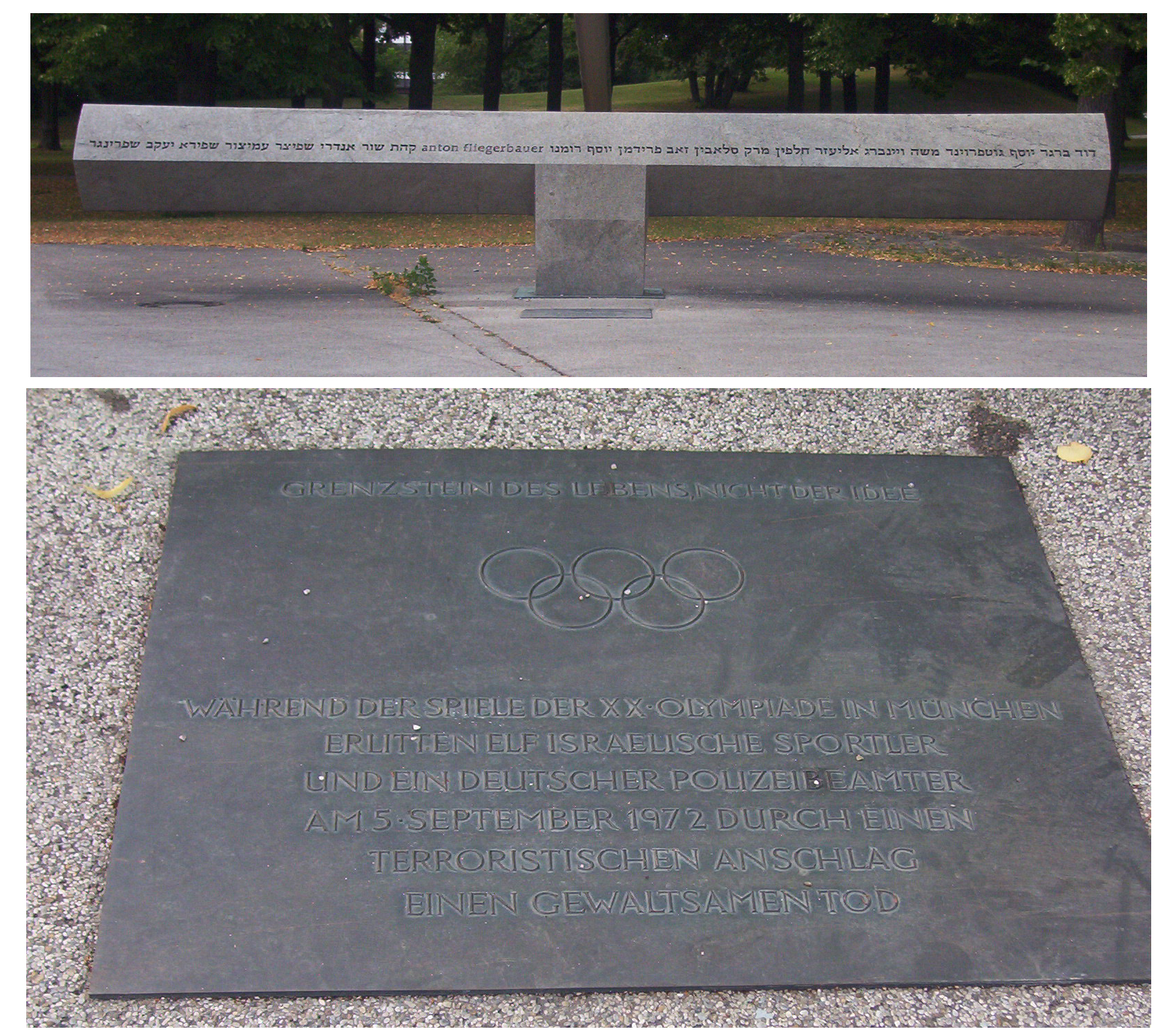
Memoriale delle vittime del massacro di Monaco di Baviera all'Olympiapark

Alcuni palestinesi hanno compiuto atti di violenza in diverse parti del mondo con il pretesto della lotta contro Israele.
Alla fine degli anni 1960, gruppi affiliati all'OLP divennero tristemente noti per l'uso del terrorismo internazionale. Solo nel 1969, questi gruppi furono responsabili del dirottamento di 82 aerei, prendendo di mira in particolare la compagnia aerea El Al. Un episodio particolarmente noto fu il dirottamento del volo Air France 139 da parte del Fronte Popolare per la Liberazione della Palestina, che si concluse con un'operazione di salvataggio degli ostaggi, nella quale le forze speciali israeliane riuscirono a liberare la maggior parte dei prigionieri.
Uno degli atti terroristici più famosi e tragici fu il rapimento e l'omicidio di 11 atleti israeliani da parte dell'organizzazione Settembre Nero durante le Olimpiadi di Monaco del 1972.